# Beziehungen zwischen Lateinamerika und den Vereinigten Staaten

Vereinigte Staaten von Amerika

Lateinamerika

Die Beziehungen zwischen Lateinamerika und den Vereinigten Staaten sind seit dem 18. Jahrhundert geprägt durch den Gegensatz zwischen dem Unabhängigkeitsstreben der lateinamerikanischen Staaten und der Einflussnahme der USA auf deren Politik und Wirtschaft. Traditionell werden vor allem die Staaten Mittelamerikas von den USA als ihr „Hinterhof“ (backyard) betrachtet. Je nach außenpolitischer Orientierung der Vereinigten Staaten kam es dabei zu Phasen massiver Einflussnahme, bis hin zu geheimdienstlich initiierten und organisierten Regierungswechseln bzw. Putschen gegen gewählte Regierungen und direkten militärischen Interventionen.
Besonders während des Kalten Krieges (ca. 1947–1989) befürchteten die USA eine Ausweitung des Kommunismus und stürzten in einigen Fällen demokratisch gewählte Regierungen auf dem amerikanischen Kontinent, die als links und/oder als unfreundlich gegenüber US-amerikanischen Wirtschaftsinteressen eingestellt angesehen wurden. Dazu gehörten etwa der Staatsstreich in Guatemala 1954, der Putsch in Chile 1973 und die Unterstützung der Aufständischen im nicaraguanischen Contra-Krieg, wobei oft mit Unterstützung des Auslandsgeheimdienstes CIA rechtsautoritäre Regime oder Militärdiktaturen eingesetzt wurden. In den 1970er und 1980er Jahren wurde als Folge dieser Politik schließlich ein Großteil der Länder Mittel- und Südamerikas von rechtsgerichteten Militärdiktaturen regiert, die wegen ihrer antikommunistischen Ausrichtung von den USA gestützt und gefördert wurden, wobei man die massiven Menschenrechtsverletzungen durch die Regime billigend in Kauf nahm beziehungsweise sogar inoffiziell befürwortete (siehe auch Domino-Theorie und Schmutziger Krieg).
In den späten 1980er und 1990er Jahren wurden die Diktaturen in den meisten Ländern während der demokratischen Transition von demokratisch gewählten, meist bürgerlichen Regierungen abgelöst, die überwiegend eine neoliberale Wirtschaftspolitik verfolgten, was von den USA begrüßt und gefördert wurde. In den 2000er Jahren kamen als Gegenreaktion in zahlreichen lateinamerikanischen Ländern linke Parteien durch Wahlen an die Macht, was unter anderem auf der gefühlten Enttäuschung über die Ergebnisse der neoliberalen Politik beruhte und sich zum Teil äußerst negativ auf die Beziehungen zu den USA auswirkte.
Die Regierungen Kubas, Venezuelas, Nicaraguas, Boliviens und Ecuadors werden gewöhnlich als links bezeichnet, die Regierungen Costa Ricas und Uruguays als gemäßigt links. Sozialdemokratische und liberal-konservative Regierungen wie in Argentinien, Paraguay, Belize, Honduras, Panama und Kolumbien führen teilweise gute Beziehungen mit den USA. Mexiko und die USA führen durchwachsene Beziehungen, da es auf der einen Seite eine enge Kooperation im Bereich Wirtschaft und Freihandel, sowie auch bei internationalen Fragestellungen gibt, auf der anderen Seite jedoch immer wieder Spannungen bezüglich der illegalen Einwanderung in die Vereinigten Staaten über die Grenze zwischen den Vereinigten Staaten und Mexiko, oder den Drogenschmuggel aufkommen. Allerdings gibt es auch auf dem Gebiet der organisierten Kriminalität feste Zusammenarbeit, um die Drogenkartelle zu bekämpfen.

## 1820er bis 1920er Jahre: Kampf um Vorherrschaft und Kanonenbootpolitik

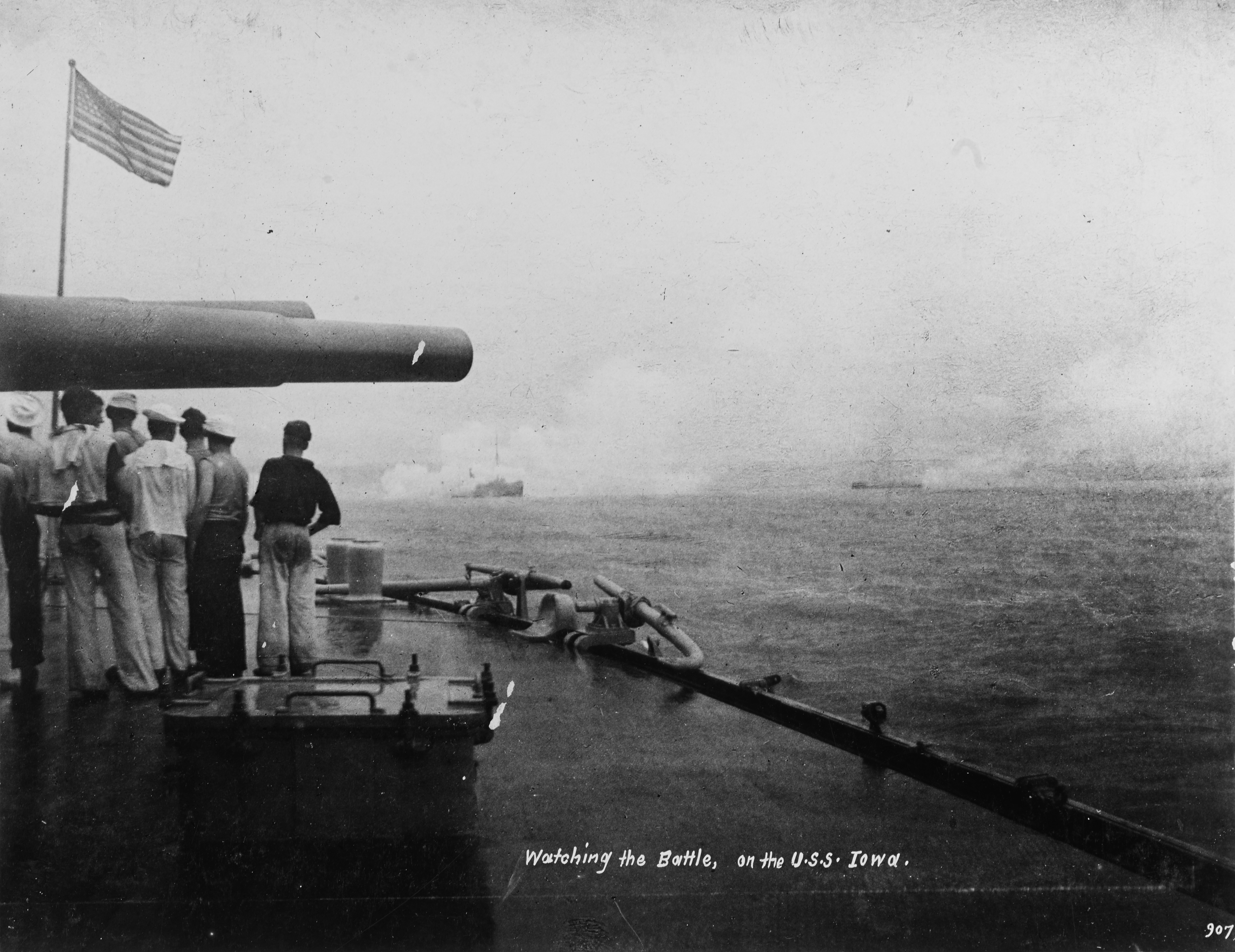
Die Seeschlacht von Santiago im Spanisch-Amerikanischen Krieg beobachtet im Juli 1898 vom Deck eines US-Kriegsschiffes

Die Monroe-Doktrin von 1823, die für die USA eine lange Phase des Isolationismus einleitete, versicherte das Heraushalten der Vereinigten Staaten aus europäischen Angelegenheiten und untersagte im Gegenzug jegliche militärische Intervention anderer Länder auf dem amerikanischen Kontinent. Die Monroe-Doktrin stärkte so die Autonomie lateinamerikanischer Nationen, erlaubte es den USA aber auch, ihre Wirtschaftspolitik dort nach eigenem Ermessen zu betreiben. Die Wirkung der Doktrin blieb bis ins beginnende 20. Jahrhundert hinein sehr schwach, da die USA nicht das militärische Potenzial hatten, sie durchzusetzen.
Ihre Hegemonialansprüche über Lateinamerika zeigten die USA 1848 mit dem Sieg über Mexiko im Mexikanisch-Amerikanischen Krieg. Der US-Außenminister James G. Blaine führte in den 1880er Jahren eine Big-Brother-Politik ein, die Lateinamerika unter die Führung der USA bringen und seine Märkte ihrem Handel unterwerfen sollte. Blaine war 1881 Außenminister im Kabinett des Präsidenten James Garfield und erneut zwischen 1889 und 1892 unter Präsident Benjamin Harrison. Blaine organisierte und leitete die erste panamerikanische Konferenz, die 1889 in Washington stattfand. Einige Jahre später beendete der Spanisch-Amerikanische Krieg die Vorherrschaft Spaniens in der Karibik und im pazifischen Raum zugunsten der USA. Mit dem 1898 geschlossenen Pariser Vertrag erhielten sie die Kontrolle über die ehemaligen spanischen Kolonien Puerto Rico, die Philippinen, Guam und über Kuba, das bis 1902 eine relative Unabhängigkeit von der neuen Herrscherin erstrebte.

### Der Panamakanal

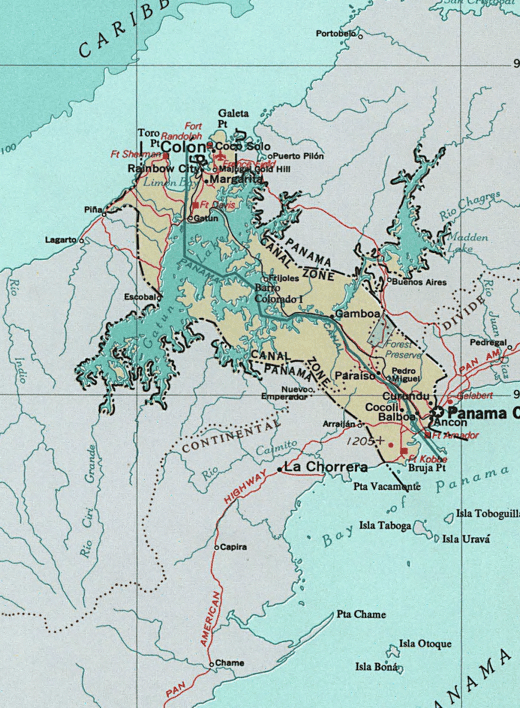
Der Panamakanal zerschnitt das Land in zwei Hälften

Theodore Roosevelt, seit 1901 Präsident der USA, hatte ein großes strategisches Interesse an einem den Atlantik mit dem Pazifik verbindenden und von den Vereinigten Staaten kontrollierten Kanal in Zentralamerika. Diese Idee bekam einen Aufschwung nach der Zerstörung des Kriegsschiffs Maine bei Kuba am 15. Februar 1898. Die in San Francisco stationierte Oregon, die seinen Platz einnehmen sollte, benötigte für die Anreise um Kap Hoorn herum 67 Tage. Sie kam zwar noch rechtzeitig an, um in der Schlacht in der Santiagobucht eingesetzt zu werden, die Reise hätte durch einen zentralamerikanischen Kanal jedoch nur drei Wochen gedauert.
Roosevelt gelang es, die bereits gefallene Entscheidung der Walker-Kommission für einen Nicaragua-Kanal zu revidieren und unterstützte das französische Projekt zum Bau des Panamakanals. Da Panama ein Teil Kolumbiens war, eröffnete Roosevelt Verhandlungen mit dem Land. 1903 unterzeichneten die beiden verhandelnden Diplomaten den Hay-Harran-Vertrag.
Roosevelt sicherte panamaischen Separatisten zudem die Unterstützung der US-Marine bei Unabhängigkeitsaufständen zu. Panama erklärte daraufhin am 3. November 1903 seine Unabhängigkeit und die Anwesenheit der USS Nashville in ufernahen Gewässern unterband dabei jegliche Einmischung Kolumbiens (siehe Kanonenbootpolitik).
Die siegreichen Panamesen erwiderten den Gefallen, indem sie den Vereinigten Staaten am 23. Februar 1904 die Kontrolle über die Panamakanalzone für 10 Millionen US-Dollar überschrieben. Dies war bereits in dem am 18. November 1903 unterzeichneten Hay-Bunau-Varilla-Vertrag festgesetzt worden.

### Roosevelt-Corollary und Dollar-Diplomatie
1904 formulierte der US-Präsident die Roosevelt-Corollary, eine Ergänzung der Monroe-Doktrin, die das Recht der USA festschrieb, in Lateinamerika zu intervenieren. Neben dem ursprünglichen Ziel, europäisches Hegemonialstreben aus der Region fernzuhalten, verfolgte die erweiterte Monroe-Doktrin nun auch die Einbeziehung Lateinamerikas als Zweigstelle der Expansion US-amerikanischer Handelsinteressen. Zudem erklärte die Corollary die Rechtmäßigkeit von Interventionen der Vereinigten Staaten in lateinamerikanische Konflikte als interamerikanische 'Schutzmacht'.
Als die venezolanische Regierung 1902 unter Cipriano Castro nicht länger vermochte, die Forderungen der europäischen Bankiers nach Schuldentilgung abzuwiegeln, errichteten britische, italienische und deutsche Marinekräfte eine Seeblockade entlang der venezolanischen Küste. Sie feuerten sogar auf erreichbare Festungsanlagen. Während der Präsidentschaft von Juan Vicente Gómez wurde in Venezuela unter dem Maracaibo-See Erdöl gefunden. Gómez gelang es, die steigende Verschuldung des Landes aufzuhalten, indem er ausländischen Ölverbänden Konzessionen daran erteilte. Dies brachte ihm die Unterstützung der USA und europäischer Mächte. Das Wachstum der Ölindustrie stärkte die wirtschaftlichen Bande zwischen den Vereinigten Staaten und Venezuela.

### Bananenkriege

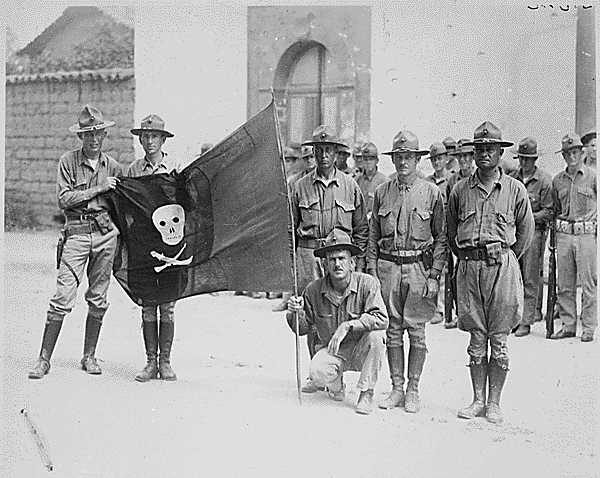
US-Soldaten mit einer eroberten sandinistischen Flagge in Nicaragua bei der Invasion von 1926 bis 1933. (1932)

Am Ende des 19. und zu Beginn des 20. Jahrhunderts leiteten die USA mehrere militärische Interventionen, die als Bananenkriege bekannt wurden. Der Begriff entstand aus einer Kopplung der Interventionen und das Vorherrschen kommerzieller Interessen, beginnend mit denen der United Fruit Company, die große finanzielle Anteile an der Produktion von Bananen, Tabak, Zuckerrohr und vielen anderen agrarischen Produkten im Karibikraum, Zentralamerika und den nördlichen Staaten Südamerikas hielt.
Nordamerikaner, die nach dem Ersten Weltkrieg diesen Imperialismus rechtfertigten, argumentierten oft, diese Konflikte hätten Zentral- und Südamerika zu mehr Stabilität verholfen. Einige Imperialisten meinten, die eingeschränkten Interventionen der Vergangenheit hätten die Interessen der USA nicht genug vorangetrieben und forderten größere Aktionen in der lateinamerikanischen Region. Antiimperialisten (beispielsweise der Kubaner José Martí) argumentierten, diese Aktionen wären ein erster Schritt in ein rutschiges Gefälle, das zu einem neuen Kolonialismus führe.
Einige zeitgemäße Beobachter äußerten die Ansicht, dass diese Interventionen zur Herausbildung einer kolonialen Herrschaft der Vereinigten Staaten geführt hätten, (wobei Zentralamerika entweder wie Hawaii direkt in die Staatlichkeit integriert oder wie die Philippinen, Puerto Rico und Guam US-amerikanisches Gebiet würde) wenn nicht das Interesse der USA an internationaler Aktivität durch die Erfahrungen im Ersten Weltkrieg gesunken wäre. Diese Ansicht wird stark kritisiert, nicht zuletzt, weil die außenpolitische Aktivität der USA (mitsamt militärischen Interventionen) nach einem kurzen Absinken ab 1918 bereits in den 1920er Jahren wieder zunahm. Wie zuvor betonten die Verantwortlichen, dass die Interventionen frei von kolonialen Ambitionen seien. Die Bananenkriege endeten mit der 1933 verkündeten Good Neighbor Policy von Franklin D. Roosevelt.
Bananenkriege fanden statt in Kuba, wo das Platt Amendment den USA militärische Interventionen erlaubte, in der Dominikanischen Republik (1916–1924), Honduras, Haiti (1915–1934), Mexiko (1916–1919), Nicaragua (siehe US-Militärinterventionen in Nicaragua 1909–1925 und 1926–1933) und in Panama. Obwohl viele andere Länder Lateinamerikas wahrscheinlich ebenfalls von der US-amerikanischen Bananen- oder allgemein Lebensmittelindustrie beeinflusst oder dominiert wurden, gab es hier keine militärischen Interventionen.

## 1930er und 1940er Jahre: Politik der guten Nachbarschaft
Die von Präsident Franklin D. Roosevelt begonnene Good Neighbor Policy war zwischen 1933 und 1947 die vorherrschende Außenpolitik der USA gegenüber Lateinamerika. Die Vereinigten Staaten legten Wert auf gute Beziehungen zu ihren Nachbarn, besonders als die Konflikte in Europa wieder zu gären begannen. Die USA warben um die Unterstützung Lateinamerikas. Da sie die militärischen Interventionen vorerst aufgegeben hatten, suchten sie andere Einflussmöglichkeiten und fanden sie in der panamerikanistischen Ideologie, in der Unterstützung starker lokaler Führer, im Training bewaffneter Kräfte in den entsprechenden Ländern, in wirtschaftlicher und kultureller Beeinflussung, Export-Import Banken, finanzieller Aufsicht und politischen Umstürzen. Die Good Neighbor Policy bedeutete, dass die USA Lateinamerika friedlicher kontrollierten. In seiner Antrittsrede konstatierte Roosevelt am 4. März 1933: „In der Weltpolitik widme ich dieses Land der Politik der guten Nachbarschaft – eines Nachbarn, der sich selbst respektiert und daher auch die Rechte der anderen.“ Diese Position bestätigte Außenminister Cordell Hull bei der 7. Panamerikanischen Konferenz 1933 in Montevideo: „Kein Land hat das Recht, in die inneren oder externen Angelegenheiten eines anderen Staates zu intervenieren.“ Noch deutlicher wird dies als Roosevelt im Dezember desselben Jahres erneut eine Wende in der US-amerikanischen Außenpolitik bezüglich Lateinamerikas betonte: „Die Politik der Vereinigten Staaten ist von nun an der einer bewaffneten Intervention entgegengesetzt.“
Während der späten 1930er Jahre alarmierten die Verhandlungen der Achsenmächte mit lateinamerikanischen Regierenden über militärische Kooperation und Nutzung des Panama-Kanals die USA zu mehr Wachsamkeit. Bei einer Konferenz mit lateinamerikanischen Ländern schlug Roosevelt 1936 vor, die Monroe-Doktrin multilateral zu machen. Man einigte sich in der (rechtlich nicht bindenden) Erklärung von Buenos Aires darauf, "that every act susceptible of disturbing the peace of America affects each and every one" in Amerika (deutsch: „dass jede den Frieden Amerikas gefährdende Aktion jede amerikanische Nation etwas angeht“). Während des Krieges versprachen die USA Lateinamerika Schutz vor Angriffen der Achsenmächte. Argentinien trat offiziell in den Krieg ein, andere Länder versorgten die Alliierten mit Material, technischer Hilfe und Truppen oder stellten Militärbasen zur Verfügung. Roosevelt bemerkte, dass nun an die Stelle der guten Nachbarschaft eine gute Partnerschaft getreten sei.

### Auslieferung von Deutschen aus Lateinamerika
Nachdem die Vereinigten Staaten Deutschland den Krieg erklärt hatten, erstellte das FBI eine Liste aller deutschen Staatsbürger in 15 lateinamerikanischen Ländern, welche subversiver Aktivitäten verdächtigt wurden, und verlangte ihre Auslieferung an die USA, um die einzelnen Verdachtsfälle zu überprüfen. Viele Länder lieferten daraufhin insgesamt 4058 Deutsche in die USA aus. Etwa zehn bis 15 Prozent waren Anhänger der NSDAP, darunter einige Dutzend Ausbilder nationalsozialistischer Überseetruppen und acht Personen, die der Spionage verdächtigt wurden. Unter den Ausgelieferten befanden sich auch 81 jüdische Deutsche, die wegen der Verfolgung in ihrem Heimatland geflohen waren. Die Mehrheit der betreffenden Personen waren jedoch gewöhnliche Auswanderer, die seit Jahren oder Jahrzehnten in Lateinamerika lebten. Einige von ihnen wurden aus ihrer neuen Heimat an die USA ausgeliefert, weil korrupte lateinamerikanische Beamte die Gelegenheit ergriffen hatten, sich ihren Besitz anzueignen oder wegen der finanziellen Belohnung, die das FBI ihnen hierfür auszahlte. Argentinien, Brasilien, Chile und Mexiko verweigerten die Beteiligung an dieser von den USA initiierten Aktion.

## 1940er und 50er Jahre: Kalter Krieg und Rio-Beistandspakt
„Die meisten Lateinamerikaner haben beobachtet, wie ihr nördlicher Nachbar immer reicher wurde; sie haben beobachtet wie die Eliten ihres eigenen Landes reicher wurden – aber die Menschen in den Straßen oder auf dem Land leben im heutigen Lateinamerika immer noch von der Hand in den Mund wie ihre Großeltern… Sie werden immer unglücklicher in Zuständen, in denen, um ein Beispiel zu nennen, 40 Prozent des Bodens von einem Prozent der Menschen besessen wird, oder in denen eine sehr kleine Oberschicht in Glanz und Pracht lebt während die meisten anderen in Elend ihr Leben fristen.“

### Truman-Doktrin

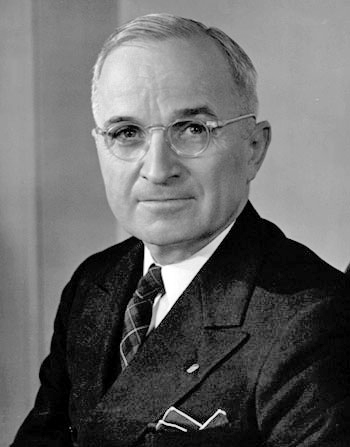
US-Präsident Harry S. Truman, der Architekt der Containment-Politik gegenüber der Sowjetunion, die starke Konsequenzen für Lateinamerika hatte.

Die 1947 propagierte Truman-Doktrin besiegelte das Prinzip der Containment-Politik der Vereinigten Staaten im Kalten Krieg und hatte auch Konsequenzen für Lateinamerika, das von den USA als Teil einer westlichen, freien Welt angesehen wurde. Es müsse die Politik der Vereinigten Staaten sein, erklärte Truman, freie Völker zu unterstützen, die gegen eine Unterwerfung durch bewaffnete Minderheiten des eigenen Landes oder externen Druck kämpfen würden. Truman brachte die USA dazu, 400 Millionen Dollar auszugeben für den ersten Einsatz der (durch den National Security Act) neu gegründeten Central Intelligence Agency im Griechischen Bürgerkrieg. Mit dieser Unterstützung schuf Truman einen Präzedenzfall für zukünftige Einsätze des US-Militärs in fremden Ländern, das Regimen unabhängig von ihrem Grad an Korruption und Repression zu Hilfe kam, solange es dazu diente, Kommunisten zu bekämpfen. Washington begann, weltweit eine Reihe von Verteidigungsverträgen abzuschließen, beispielsweise den Nordatlantikvertrag, aus dem die NATO hervorging, und 1951 gemeinsam mit Australien und Neuseeland das ANZUS-Abkommen. Die Antwort Moskaus auf die Gründung der NATO und auf den Marshall-Plan war die Bildung des Rates für gegenseitige Wirtschaftshilfe und des Warschauer Paktes als Verteidigungsbündnis des Ostblocks, der unter seine Interessensphäre gefallen war. Nach der Berliner Blockade durch die Sowjetunion war der Koreakrieg (1950–53) einer der ersten Konflikte des Kalten Krieges. Die USA engagierten sich weiterhin militärisch auf Seiten Frankreichs bei der Zerschlagung des Aufstandes der Việt Minh im Indochinakrieg, woraus sich später der US-geführte Vietnamkrieg entwickelte.

### Rio-Pakt undhemispheric defense
Viele Länder Lateinamerikas schlossen 1947 mit den USA den Rio-Pakt (TIAR), einen interamerikanischen Beistandspakt, der sich einer Doktrin der hemispheric defense (deutsch: „hemisphärische Verteidigung“) verschrieb. Er war die Ausführung der „Akte von Chapultepec“, die 1945 auf einer interamerikanischen Konferenz in Mexiko-Stadt beschlossen wurde. Die USA hatten bereits seit der Monroe-Doktrin eine großflächige Schutzmachtpolitik in Lateinamerika geführt. Während des Zweiten Weltkriegs hatte Washington in Lateinamerika die Unterstützung alliierter Länder gewonnen (außer die des neutralen Uruguays) und wollte diese Verbindungen dauerhaft erhalten. Mit Ausnahme von Trinidad und Tobago (1967), Belize (1981) und den Bahamas (1982) schlossen sich keine weiteren Staaten, die nach 1947 ihre Unabhängigkeit erlangten, dem Bündnis an. Im April 1948 gründeten die Teilnehmer der 9. Panamerikanischen Konferenz, die vom US-Außenminister George Marshall in Bogotá abgehalten wurde, die Organisation Amerikanischer Staaten. Die Mitgliedsstaaten sicherten sich gegenseitig zu, Kommunismus auf dem amerikanischen Kontinent zu bekämpfen. 21 Staaten unterschrieben am 30. April 1948 die gemeinsame Charter of the Organization of American States.

### Einmarsch in Guatemala
Mit dem Ziel der Bekämpfung des Kommunismus rechtfertigten die USA eine Reihe von Eingriffen in die Souveränität lateinamerikanischer Länder. Die Operation PBSUCCESS, die 1954 den demokratisch gewählten Präsidenten von Guatemala, Jacobo Árbenz Guzmán, stürzte, war die erste Intervention dieser Art. In Guatemala hatte es seit 1944 einen Reformprozess gegeben, in dessen Verlauf eine Agrarreform geplant war, die den Interessen der US-amerikanischen United Fruit Company entgegenstand. Diese Operation der CIA führte zur Einsetzung des Diktators Carlos Castillo Armas und zu einer in einem mehrere Jahrzehnte andauernden Bürgerkrieg kulminierten Phase der Instabilität des Landes, welche durch die Herrschaft von Militärdiktaturen gekennzeichnet war und erst in den 1980er Jahren endete. Die lateinamerikanische Gemeinschaft in den USA war außerdem bestürzt von einigen Freundlichkeiten, die die USA Diktatoren gegenüber zeigten. So lobte etwa der US-Botschafter in der Dominikanischen Republik den regierenden Diktator Rafael Trujillo in höchsten Tönen. Diktatorische Regime, wie etwa in Kuba, Peru oder Kolumbien, bekannten sich in den frühen 1950er Jahren offiziell zum Kampf gegen den Kommunismus.

## 1960er Jahre: Zwischen Gleichberechtigung und Bevormundung

### Allianz für den Fortschritt

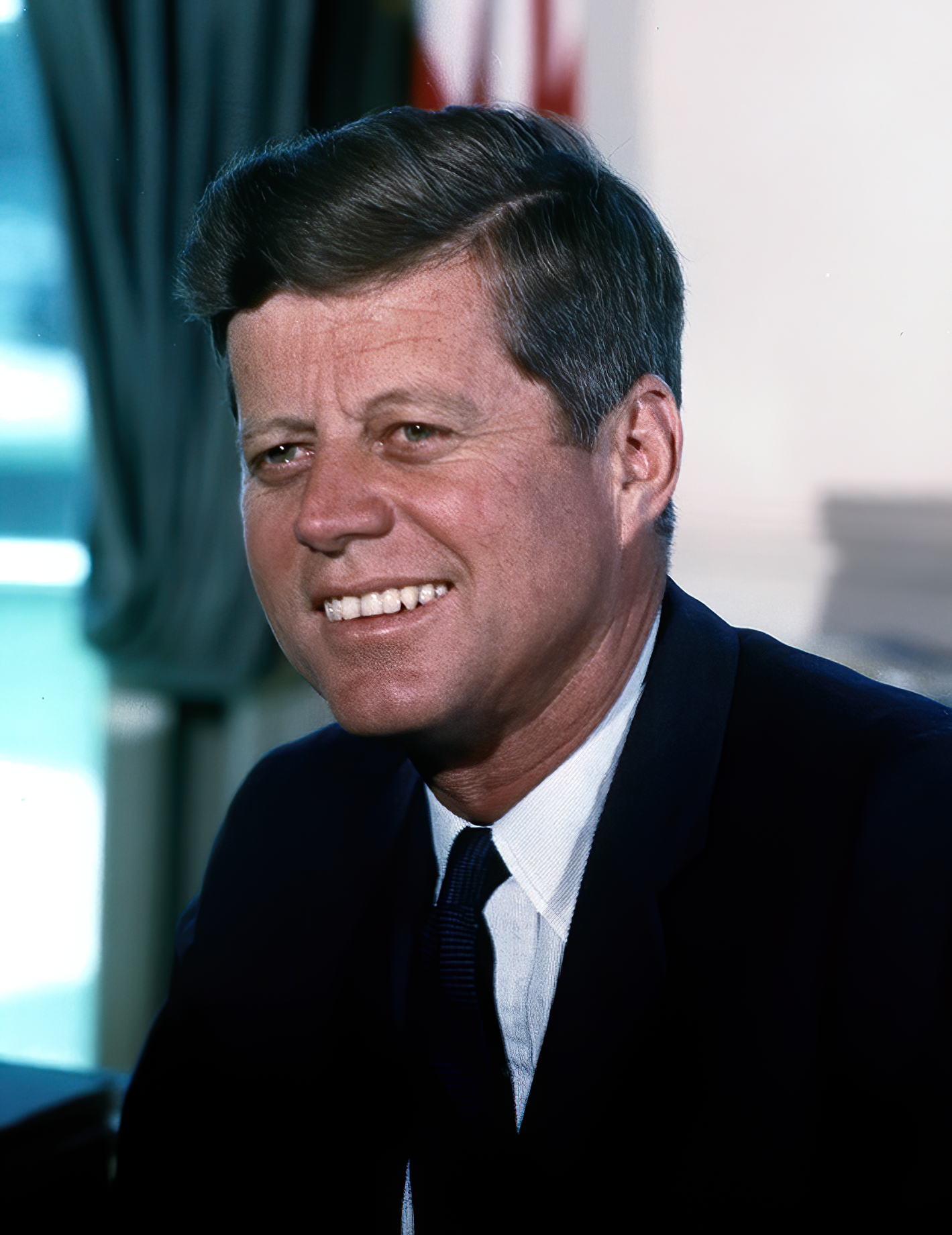
John F. Kennedy setzte die Zusammenarbeit mit mehreren Militärdiktaturen aus und wollte die demokratische Entwicklung in Südamerika fördern.

„Wir haben nicht nur eine Diktatur in Kuba unterstützt – wir haben auch Diktatoren in Venezuela, Argentinien, Kolumbien, Paraguay und in der Dominikanischen Republik unterstützt. Nicht nur in Kuba haben wir Armut und Not ignoriert – in der gesamten Hemisphäre haben wir es in den letzten acht Jahren nicht fertig gebracht, Armut und Not abzubauen.“

Am 13. Mai 1961 kündigte John F. Kennedy in seinem Zehnjahresplan für Amerika an, jeder amerikanischen Republik die Freiheit zu lassen, Herrin ihrer eigenen demokratischen Revolution zu werden. Er wollte damit zeigen, dass das Streben der Menschheit nach wirtschaftlichem Fortschritt und sozialer Gerechtigkeit die besten Früchte in demokratischen Systemen trage. Die neue Außenpolitik der Allianz für den Fortschritt beinhaltete ein wirtschaftliches Entwicklungsprogramm für Lateinamerika (Act of Bogotá), das sich jedoch als zu zurückhaltend herausstellte und nicht auf viel Kooperationswillen stieß. Zu dieser Zeit unterhielten acht lateinamerikanische Staaten diplomatische Beziehungen zur Sowjetunion und nur Argentinien, Uruguay, Mexiko und Brasilien standen in einem schwachen Handelskontakt zu Moskau. Die Kubanische Revolution hatte 1959 in Kuba eine nationalistische Tendenz entstehen lassen, deren weitere Ausrichtung noch nicht abzusehen war. 1960 begann Kuba damit, politische, militärische und wirtschaftliche Beziehungen zur Sowjetunion aufzubauen. Zwischen dem Beginn der Allianz für den Fortschritt 1961 und der Ermordung Kennedys 1963 setzten die USA wirtschaftliche und diplomatische Beziehungen zu mehreren Diktaturen aus, darunter Argentinien, die Dominikanische Republik, Ecuador, Guatemala, Honduras und Peru. Die Aussetzungen beschränkten sich jedoch auf kurze Zeitperioden von drei Wochen bis zu sechs Monaten. Das Programm zur Benachteiligung diktatorischer Regime wurde 1964 unter Präsident Johnson eingestellt.
Um weiteren von den USA unkontrollierten Änderungen vorzubeugen, begannen sie, lateinamerikanische Militärs in der umstrittenen School of the Americas (dem heutigen Western Hemisphere Institute for Security Cooperation) in Taktiken zur Aufstandsbekämpfung auszubilden. Das US-amerikanische Office of Public Safety (deutsch: Büro für Öffentliche Sicherheit), das der CIA nahestand und von der Behörde der Vereinigten Staaten für internationale Entwicklung gesteuert wurde, unterstützte amerikanische Sicherheitskräfte mit einem Training in Befragungsmethoden und Aufstandsbekämpfung sowie mit Ausrüstung. In Uruguay wurde der US-Polizeioffizier Daniel Mitrione bekannt für seine systematische Anwendung von Folter. So forcierte die Allianz für den Fortschritt vor allem Maßnahmen politischer und militärischer Zusammenarbeit zur Bekämpfung kommunistischer Tendenzen und Guerillagruppen.

Der linke brasilianische Präsident João Goulart wollte eine Landreform und massive Alphabetisierungskampagnen zugunsten der Armen durchführen. Er wurde 1964, vier Monate nach der Ermordung Kennedys, durch einen US-gestützten Militärputsch gestürzt.

Nach den Erfahrungen der kubanischen Verstaatlichungen setzten die USA in einer Ergänzung (Hickenlooper Amendment) zum Foreign Assistent Act zudem die außenpolitische Leitlinie fest, die Entwicklungshilfe der Allianz für den Fortschritt in jedem Land zu beenden, in dem es Enteignungen von US-Firmen ohne entsprechende Entschädigungszahlungen gegeben hatte. Dies führte zunächst dazu, das Honduras 1962 eine geplante Landreform, die die Neuaufteilung ungenutzten Bodens (teilweise Besitz der United Fruit Company) erlauben sollte, nun abschwächte. Auch froren die USA zwischen 1963 und 1966 Hilfen für Peru ein, um das Land dazu zu bewegen, einen Streit mit der International Petroleum Company, einem Ableger der früheren US-amerikanischen Standard Oil Company, beizulegen. Diese Absicht scheiterte aufgrund mangelnder Kommunikation.
1962 und 1963 gab es Militärputsche in Argentinien, Peru, Guatemala, Ecuador, der Dominikanischen Republik und Honduras. Die von US-Präsident Kennedy getroffenen diplomatischen und ökonomischen Strafmaßnahmen in Reaktion auf den Staatsstreich in Peru wurden von einigen lateinamerikanischen Ländern negativ aufgenommen.
Im März 1964 billigten die USA den Militärputsch in Brasilien gegen den linken Präsidenten João Goulart und waren bereit geheimdienstlich im Rahmen der eigens zu diesem Zweck konzipierten Operation Brother Sam zugunsten der Putschisten einzugreifen. Bei vielen Staaten hinterließ dies den bitteren Eindruck, die USA würden konservative Militärputsche gegen demokratisch gewählte, sozialdemokratische oder sozialistische Regierungen vorziehen. Ein Jahr später sandten die USA 24.000 Soldaten in die Dominikanische Republik, um unter Operation Power Pack eine mögliche linke Machtübernahme zu verhindern. Juan Bosch war 1962 zum Präsidenten der Dominikanischen Republik gewählt und 1963 durch einen Militärputsch entmachtet worden. Als er versuchte, wieder an die Macht zu gelangen, baten Anhänger der damaligen Militärdiktatur unter Bezugnahme auf die Notwendigkeit der Abwehr einer angeblich kommunistischen Gefahr die USA um Hilfe und erhielten militärische Unterstützung. Die Truppen, die sich zu einem kleinen Teil auch aus Streitkräften anderer OAS-Staaten zusammensetzten, verhalfen Boschs Rivalen Joaquín Balaguer in das Präsidialamt und zogen sich 1966 zurück. Durch diese Intervention und die Hickenlooper-Politik erlitt die Allianz für den Fortschritt einen gewaltigen Ansehens- und Bedeutungsverlust in Lateinamerika.

„Der [US-amerikanische] Slogan „We will not allow another Cuba“ blendet die Möglichkeit aus, Nichteinverständnis ohne Angst vor Vergeltungsmaßnahmen auszudrücken – wie sie in der Dominikanischen Republik oder vorher beim Massaker in Panama angewendet wurden – und es beinhaltet die eindeutige Warnung, dass die nordamerikanische Armee bereit ist zu intervenieren, wo immer in Lateinamerika ein regierendes Regime gestürzt wird, wenn dies ihren Interessen widerspricht.“

### Kubanische Revolution und Kubakrise

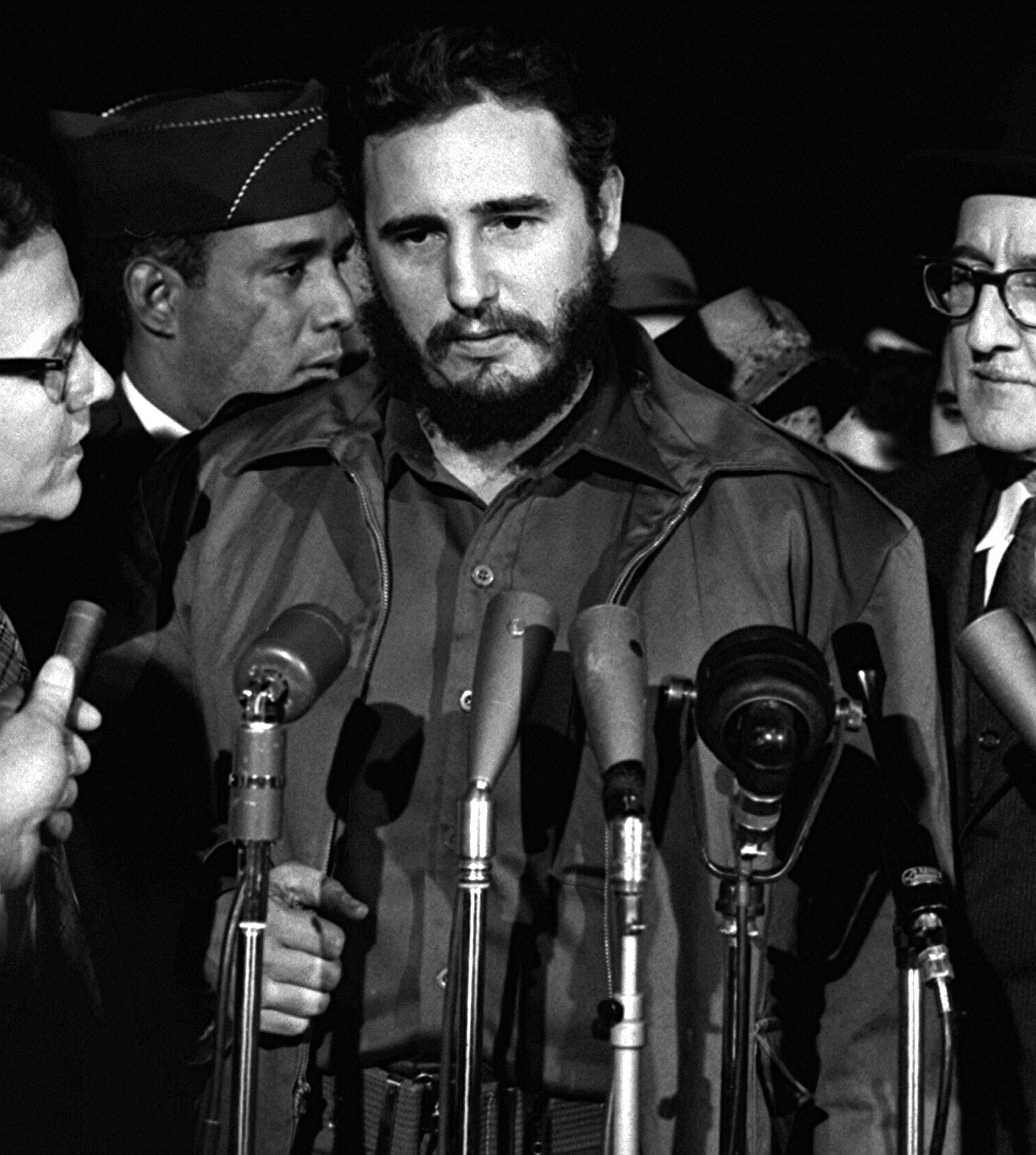
Fidel Castro im Revolutionsjahr 1959. Die ursprünglich ideologisch nicht festgelegte Befreiungsbewegung wurde durch Castro erst in den Folgejahren auf kommunistischen Kurs gebracht, nachdem vor allem die eigenständige Wirtschaftspolitik Kubas von den USA massiv sanktioniert worden war.

Die Kubanische Revolution von 1959, die von Fidel Castro angeführt wurde, war einer der ersten Siege über die repressive US-Außenpolitik in Lateinamerika und wurde von Washington als bedrohliches Signal wahrgenommen. 1961 wurde Kuba Mitglied der neu gegründeten Bewegung der Blockfreien Staaten, die aus der Bandung-Konferenz von 1955 hervorgegangen war. Frühe Versuche der USA, weitere lateinamerikanische Länder gegen das revolutionäre Kuba aufzubringen (etwa durch die Erklärung von San José 1959 oder die Entwicklung eines interamerikanischen Entwicklungsfonds 1960) blieben vorerst erfolglos.
Nachdem in Kuba verschiedene Reformen durchgeführt worden waren, darunter die Verstaatlichungen ganzer Industriezweige, begrenzten die USA ihren Handel mit Kuba erheblich. Kuba enteignete insgesamt bis dato im Eigentum von US-amerikanischen Unternehmen befindliche Immobilien und Produktionsmittel im Wert von 1,8 Milliarden US-Dollar. Jedes Mal, wenn die kubanische Regierung nordamerikanisches Eigentum (z. B. Großgrundbesitz der United Fruit Company) verstaatlichte, trafen die USA Gegenmaßnahmen, die am 19. Oktober 1960 im kompletten Verbot US-amerikanischen Exports nach Kuba mündete. Dies beendete die Abnahme kubanischen Zuckers durch die USA und des Verkaufs von Öl an die Insel – beides Handelsprozesse, von denen Kubas Wirtschaft abhängig war. In den Jahren zuvor hatten die USA mit den diktatorischen Herrschern Kubas das sogenannte sugar agreement (Zuckerabkommen) ausgehandelt, nach dem Kuba einen Großteil seines Zuckers an die USA verkaufen musste. Nach dem Embargo der USA nahm Kuba Verhandlungen mit der Sowjetunion über den Zuckerexport auf und verletzte somit aus Sicht der USA das Zuckerabkommen. Diese Wertung ist bedingt durch die Haltung der USA, internationale Verträge wie das Zucker-Abkommen nur mit Verbündeten abzuschließen. Kuba begann, seine diplomatischen Beziehungen mit der Sowjetunion zu stärken. Die USA zogen infolge ihre diplomatische Vertretung von der Karibikinsel ab. Später in diesem Jahr wurden die US-Diplomaten Edwin L. Sweet und Wiliam G. Friedman wegen der „Förderung terroristischer Aktivitäten, Asylverstößen, der Finanzierung subversiver Publikationen und Waffenschmuggels“ verhaftet und von der Insel verwiesen. Allmählich erlangten die USA die Unterstützung anderer amerikanischer Länder bei ihrem Vorgehen. Während eines Treffens von acht lateinamerikanischen Außenministern im Januar 1962 erklärten diese, dass der Kommunismus mit dem interamerikanischen System unvereinbar sei, und schlossen Kuba daher offiziell aus.
Im März 1960 erhöhten sich die Spannungen als der Frachter La Coubre im Hafen von Havanna explodierte und 75 Menschen mit in den Tod riss. Fidel Castro beschuldigte die USA und verglich den Vorfall mit der Versenkung der Maine, die 1898 dem Spanisch-Amerikanischen Krieg vorausgegangen war. Er gab jedoch zu, dass keine Beweise für seine Anschuldigungen existierten. Im selben Monat autorisierte US-Präsident Dwight D. Eisenhower die CIA, kubanische Flüchtlinge militärisch auszubilden und zu bewaffnen, um Castro zu stürzen. Dies führte zur misslungenen Invasion in der Schweinebucht im April 1961. Die Operation Mongoose (auch The Cuban Project) umfasste außer dieser noch weitere Maßnahmen, die zur Destabilisierung Kubas führen sollten: politische, psychologische und militärische Sabotage, Eingriffe von Geheimdiensten, Versuche, politische Führungspersonen zu ermorden, und Operationen unter falscher Flagge, wie die Operation Northwoods. Das U.S. Senate Select Intelligence Committee berichtete, dass zwischen 1960 und 1965 acht Pläne für Anschläge auf Fidel Castro erarbeitet bzw. vorbereitet wurden und dass es auch Pläne für Attentate auf andere kubanische Führungspersönlichkeiten gab.

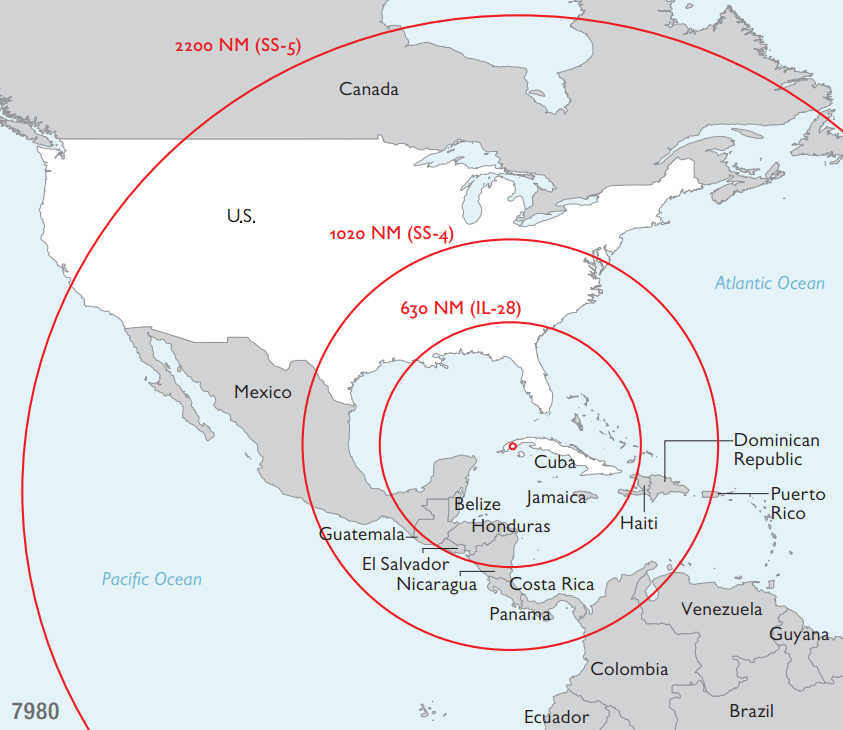
Kubakrise 1962: Reichweite der verschiedenen sowjetischen Raketentypen auf Kuba. Die SS-5 konnte mit 2200 nautischen Meilen (etwa 4000 km) fast jeden Punkt der USA erreichen.

Das atomare Wettrüsten brachte die beiden Supermächte bei der Kubakrise im Herbst 1962 in gefährliche Situationen. Der US-Präsident John F. Kennedy antwortete auf die Stationierung sowjetischer Mittelstreckenraketen auf Kuba im Oktober 1962 mit einer Seeblockade – eine Machtdemonstration, die die Welt an den Rand eines Atomkriegs brachte. Die Organisation Amerikanischer Staaten unterstützte die Seeblockade der USA; Venezuela und Argentinien sandten Kriegsschiffe und sechs zentralamerikanische Länder stellten Stützpunkte bereit. Die Supermächte beseitigten den Konflikt durch einen verhandelten Ausgleich. Kuba protestierte anschließend gegenüber der Sowjetunion, bei den Verhandlungen keine Mitspracherechte gehabt zu haben. Die Kubakrise zeigte, dass keine der Supermächte aus Angst vor der Vergeltung der anderen bereit war, von ihren nuklearen Waffen Gebrauch zu machen. So festigte sich das Gleichgewicht des Schreckens und stabilisierte sich das internationale System. In der Folgezeit zeigten beide Mächte verstärkte Bemühungen um nukleare Abrüstung und um bessere Beziehungen zueinander.
Kuba wurde in Folge der Kubakrise in vielen lateinamerikanischen Ländern als Aggressor wahrgenommen. So führte die venezolanische Regierung eine im Herbst 1963 vorbereitete Waffenlieferung Kubas an venezolanische Guerillas an, um Kuba der Einmischung in seine inneren Angelegenheiten zu bezichtigen. Venezuela und andere Länder brachen daher ihre diplomatische Beziehungen zu Kuba ab. Mexiko verhielt sich trotz großen Drucks von Seiten der USA und vieler lateinamerikanischer Länder, ebenfalls seine diplomatischen Beziehungen zu Kuba abzubrechen, neutral.
Zwischen 1963 und 1967 entwickelten lateinamerikanische Länder unter der Führung Mexikos den Tlatelolco-Vertrag, der die Selbstverpflichtung enthielt, dass keiner der Unterzeichnerstaaten Atomwaffen herstellen, testen oder kaufen sollte. Außer Brasilien und Chile, die nur unter Vorbehalt unterschrieben, Argentinien, das unterschrieb, aber den Vertrag nicht ratifizierte, und Kuba, das mit dem Nichtunterzeichnen gegen die Politik der USA protestierte, wurden alle lateinamerikanischen Länder Mitglieder dieses Regelwerks. Zudem unterschrieben alle Atommächte, nicht zur Einfuhr oder Entwicklung von Atomwaffen in Lateinamerika beizutragen.

### Abkehr der USA
In der zweiten Hälfte der 1960er Jahre erholten sich viele Länder Lateinamerikas aus wirtschaftlich schwierigen Situationen. Das Bruttosozialprodukt der Region stieg kontinuierlich und soziale Ungleichheiten verringerten sich. Das Handelsvolumen mit den USA sank jedoch. Wegen des beginnenden Vietnamkriegs wendeten sich die USA zunächst von ihrem eigenen Kontinent ab. Die nach der Kubakrise entstandene Entspannung erlaubte es vielen lateinamerikanischen Ländern, Beziehungen zur Sowjetunion aufzunehmen; am Ende der 1970er Jahre unterhielt nur Paraguay keine diplomatischen Beziehungen. Viele lateinamerikanische Staaten suchten in der zweiten Hälfte der 1960er Jahre neue Handelspartner in Europa, dem nahen Osten (Ölförderstaaten) und in Japan. Von dieser Entwicklung waren Mexiko und Zentralamerika weniger betroffen als die südamerikanischen Staaten.
Der Politikwissenschaftler Jorge I. Domínguez resümiert: Die Demokratisierung war immer dann schwieriger für Lateinamerika, wenn die USA besonders große Furcht vor subversiven Umstürzen hatten und die Hemisphäre stärker bewachten; es zeigten sich größere demokratische Erfolge, wenn die USA sich zurückhielten.

## 1970er Jahre: Die Ära derJuntas

### US-Unterstützung autoritärer Herrschaft

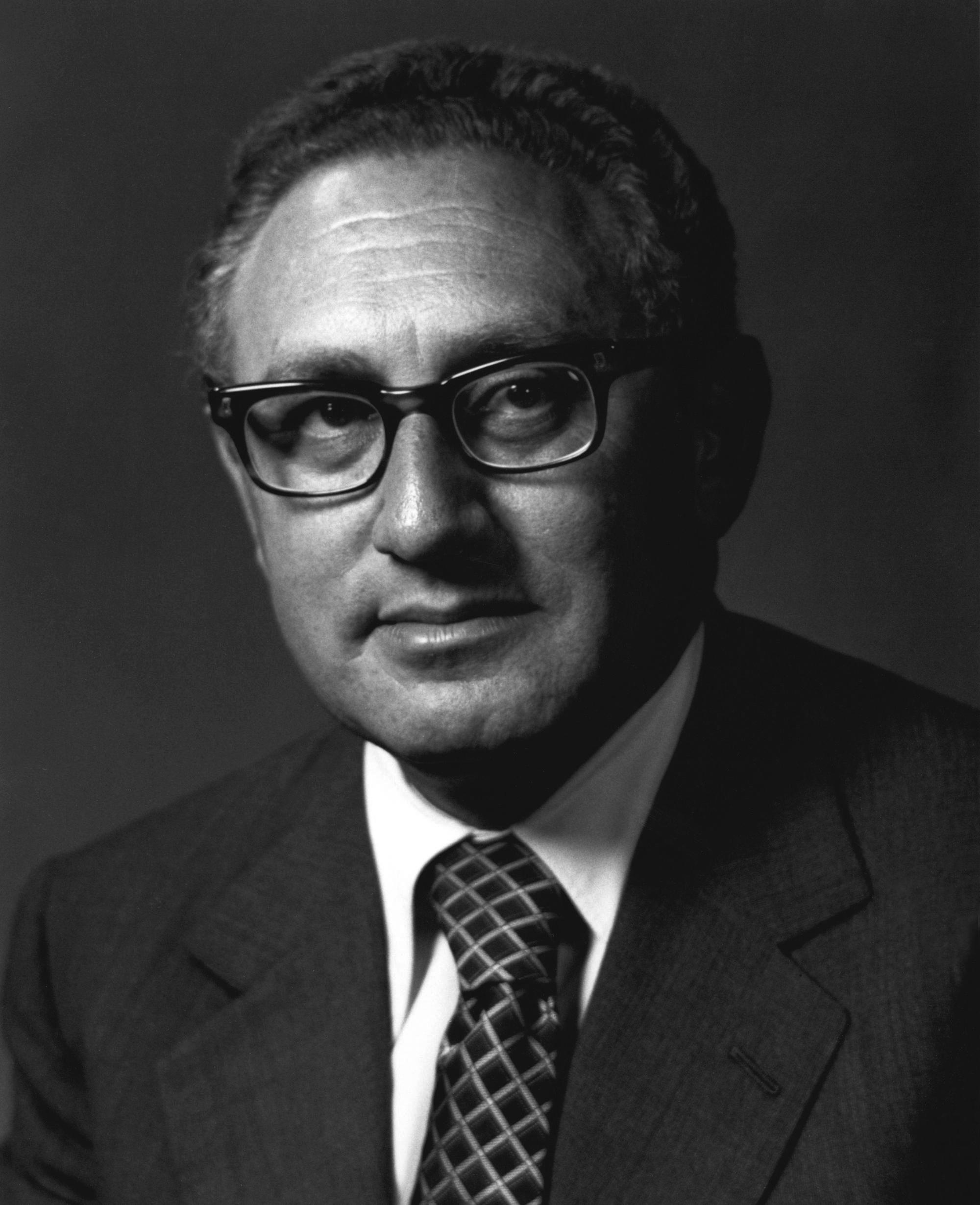
US-Außenminister Henry Kissinger sagte Vertretern der argentinischen Militärdiktatur 1976, dass er hoffe, dass sie ihr „Terrorismusproblem so schnell wie möglich unter Kontrolle bringen“ würden. Dadurch unverhofft bestärkt – sie hatten mit scharfer Kritik gerechnet – ermordeten die Militärs in den folgenden sechs Jahren bis zu 30.000 Oppositionelle, die sie überwiegend spurlos verschwinden ließen.

Nach der Kubanischen Revolution 1959 und der Umsetzung der Fokustheorie Che Guevaras in vielen Ländern führten die USA vor allem über ihre Geheimdienste und militärische Zusammenarbeit einen „geheimen Krieg“ gegen die „kommunistische Unterwanderung“ Südamerikas. Den Enteignungen einiger nordamerikanischer Firmen in Chile, ab 1970 regiert vom demokratisch gewählten, sozialistischen Präsidenten Salvador Allende, begegneten die USA mit wirtschaftlichen Sanktionen. 1973 unterstützten sie finanziell Demonstrationen und Aktionen der chilenischen Opposition, die den Sturz Allendes zum Ziel hatten. Diese Unterstützung der chilenischen Rechten durch Geheimdienstaktivitäten führte zum Staatsstreich 1973 durch Augusto Pinochet. Innerhalb weniger Jahre vor und nach den Ereignissen in Chile gelangten auf ähnliche, oft von den USA geheimdienstlich unterstützte Art und Weise weitere rechtsgerichtete Militärdiktaturen in Südamerika an die Macht, sogenannte Militärjuntas. In Paraguay herrschte bereits seit 1954 Alfredo Stroessner; in Brasilien wurde beim Militärputsch von 1964 der linke Präsident João Goulart gestürzt; in Bolivien stürzte General Hugo Banzer 1971 den linken General Juan José Torres; in Uruguay erputschte sich Juan María Bordaberry am 27. Juni 1973 die Macht. In Peru wollte der linke General Juan Velasco Alvarado (seit 1968 an der Macht) mit seinem Militär bewaffnete Kräfte Pinochets bei einer Invasion in Chile besiegen. Alvarados Diktatur war eine der wenigen linksgerichteten Militärdiktaturen in der jüngeren Geschichte Lateinamerikas.

An der staatsterroristischen, multinationalen Geheimdienstoperation Operation Condor teilnehmende Staaten (grün); blassgrün markiert sind Staaten, die sich nur teilweise beteiligten, in blau die als Unterstützer tätigen USA. Bis heute ist die Rolle der USA nicht vollständig aufgeklärt.

#### Die Ära der „schmutzigen Kriege“ und die „Operation Condor“
Schmutzige Kriege von Militärdiktaturen gegen die eigene Bevölkerung, das heißt die gewaltsame illegale Unterdrückung jeglicher Opposition, breiteten sich auf dem gesamten Kontinent aus. Dies wurde in der Regel vom massiven Einsatz so genannter Todesschwadronen begleitet, die faktisch informelle staatliche Mordkommandos waren und politische Gegner illegal umbrachten oder „verschwinden ließen“. Diese Entwicklung gipfelte ab 1976 in der Operation Condor (siehe nebenstehende Karte). Die Operation fußte auf einer streng geheimen Vereinbarung zwischen Geheimdiensten des Südkegels und anderer südamerikanischer Länder zur gemeinsamen Unterdrückung, Verfolgung und Ermordung politischer Gegner unter Mithilfe der USA. Als Folge der Operation und begleitender direkter Maßnahmen der beteiligten Militärdiktaturen gegen Oppositionelle wurden mehrere hunderttausend Menschen getötet, von denen die Mehrzahl gewaltsam verschwand, die so genannten Desaparecidos.
In einem Text der Heinrich-Böll-Stiftung wurde diese Phase wie folgt beschrieben:

„Ideologisch aufgerüstet mit der auch von den USA inspirierten Doktrin der Nationalen Sicherheit begründeten die lateinamerikanischen Militärs seit den sechziger Jahren des vergangenen Jahrhunderts ihren Anspruch auf eine zentrale Rolle in Staat und Gesellschaft. Sie sahen sich als einzige Kraft, die in der Lage sei, den Nationalstaat zu führen. Die Militärdiktaturen übernahmen die Kontrolle über die nationale Entwicklung und die Innere Sicherheit. Legitimiert wurde dies mit dem Konstrukt eines „inneren Feindes“, der zur Verteidigung der „nationalen Interessen“ physisch vernichtet und zu dessen Bekämpfung weite Teile der Bevölkerung kontrolliert werden mussten.“

#### Kissinger und die argentinische Militärdiktatur
1976 ergriff das Militär auch die Macht in Argentinien. Die argentinische Militärjunta ging davon aus, die Billigung der USA für massive Gewalt gegen politische Gegner zu haben, um deren „Terrorismus“ zu bekämpfen. Dies beruhte unter anderem auf mehreren Treffen des argentinischen Außenministers Admiral Guzzetti mit US-Außenminister Henry Kissinger ab Juni 1976, wobei dieser gegen die anfängliche Erwartung der Generäle zustimmende Signale zu einem harten Vorgehen zur Lösung des argentinischen „Terrorismus-Problems“ gegeben hatte. Robert Hill, der damalige Botschafter der USA in Argentinien, beschwerte sich in Washington über die „euphorische Reaktion“ von Guzzetti nach dem Treffen mit Kissinger. Guzzetti hatte danach den anderen Regierungsmitgliedern berichtet, nach seinem Eindruck würde es den USA nicht um Menschenrechte gehen, sondern darum, dass die ganze Sache „schnell gelöst“ würde. Die Militärjunta lehnte in der Folge Ermahnungen der US-Botschaft bezüglich der Einhaltung der Menschenrechte ab und verwies zur Begründung auf Kissingers „Verständnis“ für die argentinische Situation. Hill, der zu dieser Zeit selbst um das Leben mehrerer vom Militär entführter Botschaftsmitarbeiter kämpfte, schrieb nach einem weiteren Treffen der beiden:

„[Der argentinische Außenminister] Guzzetti wandte sich an die USA in der vollen Erwartung, starke, deutliche und direkte Warnungen zur Menschenrechtspraxis seiner Regierung zu hören; stattdessen kam er in einem jubilierenden Zustand (engl. ‚state of jubilation‘) nach Hause, überzeugt von der Tatsache, dass es mit der US-Regierung kein echtes Problem in dieser Sache gäbe.“

In den nächsten sieben Jahren ermordeten die Militärs bis zu 30.000 Menschen, die sie überwiegend spurlos verschwinden ließen. Diese Zeit wurde als „Schmutziger Krieg“ bekannt.

#### Mehrere hunderttausend Opfer
Das US-Militär unterstützte auch den Cocaine Coup von Luis García Meza Tejada 1980 in Bolivien, trainierte die konterrevolutionären „Contras“ in Nicaragua, wo die von Daniel Ortega geführte Frente Sandinista de Liberación Nacional 1979 den US-gestützten Diktator Somoza gestürzt hatte, und Sicherheitskräfte im Guatemaltekischen Bürgerkrieg sowie in El Salvador. Im Rahmen der Operation Charly, die von den USA unterstützt wurde, exportierte das argentinische Militär staatsterroristische Taktiken nach Mittelamerika, wo schmutzige Kriege bis weit in die 1990er Jahre hinein geführt wurden und in deren Folge hunderttausende Menschen spurlos verschwanden oder von Todesschwadronen ermordet wurden. Allein in El Salvador ermordete die US-gestützte Diktatur binnen kurzer Zeit Anfang der 1980er Jahre etwa 40.000 politische Gegner (siehe unten), bis zum Ende des Jahrzehnts stieg die Opferzahl dann auf knapp das Doppelte.
Die Gesamtbilanz der lateinamerikanischen Repressionspolitik der 1970er und 1980er Jahre schätzen Menschenrechtsorganisationen wie folgt ein: Etwa 50.000 Menschen wurden von den rechtsgerichteten Regimen direkt ermordet, rund 350.000 gelten als dauerhaft „verschwunden“, und 400.000 wurden zeitweise aus politischen Gründen gefangen gehalten. Der Dramatiker Harold Pinter thematisierte diese Geschehnisse, sowie die seiner Meinung nach fehlende Berichterstattung darüber in westlichen Medien, in seiner Nobelpreisrede im Jahr 2005:

„Nach dem Ende des 2. Weltkriegs unterstützten die Vereinigten Staaten jede rechtsgerichtete Militärdiktatur auf der Welt, und in vielen Fällen brachten sie sie erst hervor. Ich verweise auf Indonesien, Griechenland, Uruguay, Brasilien, Paraguay, Haiti, die Türkei, die Philippinen, Guatemala, El Salvador und natürlich Chile. Die Schrecken, die Amerika Chile 1973 zufügte, können nie gesühnt und nie verziehen werden. In diesen Ländern hat es Hunderttausende von Toten gegeben. Hat es sie wirklich gegeben? Und sind sie wirklich alle der US-Außenpolitik zuzuschreiben? Die Antwort lautet ja, es hat sie gegeben, und sie sind der amerikanischen Außenpolitik zuzuschreiben. Aber davon weiß man natürlich nichts. Es ist nie passiert. Nichts ist jemals passiert. Sogar als es passierte, passierte es nicht. Es spielte keine Rolle. Es interessierte niemand. Die Verbrechen der Vereinigten Staaten waren systematisch, konstant, infam, unbarmherzig, aber nur sehr wenige Menschen haben wirklich darüber gesprochen. Das muss man Amerika lassen. Es hat weltweit eine ziemlich kühl operierende Machtmanipulation betrieben, und sich dabei als Streiter für das universelle Gute gebärdet. Ein glänzender, sogar geistreicher, äußerst erfolgreicher Hypnoseakt.“

#### Die Doktrin der „Nationalen Sicherheit“
Die autoritären Regime betteten ihre eigene Politik damit in die US-Doktrin der Nationalen Sicherheit ein, um einem Umsturz von innen vorzubeugen. Sie zerschlugen so gewaltsam die linke Opposition und verfolgten wirtschaftlich meist eine neoliberale Wirtschaftspolitik. Chile wurde unter der Leitung der Chicago Boys, die von Milton Friedmans Monetarismus beeinflusst waren, zum Testfeld einer wirtschaftlichen Schocktherapie.
Trotz dieser militaristischen Tendenzen führten lateinamerikanische Länder zwischen 1942 und 1981 keine interstaatlichen Kriege. Es gab lediglich Grenzkonflikte. Die Verteidigungshaushalte der Staaten blieben während dieser Zeit im weltweiten Vergleich unterdurchschnittlich klein und umfassten meist deutlich weniger als zehn Prozent der Gesamtausgaben.

#### Der Einfluss der „Französischen Doktrin“
Die französische Journalistin Marie-Monique Robin hat umfangreich darüber publiziert, dass die der staatlichen Unterdrückung zu Grunde liegenden Techniken teilweise auf der so genannten französischen Doktrin beruhten, die in den 1950er Jahren vom dortigen Militär für den Algerienkrieg entwickelt worden waren. Sie wurden danach nach Lateinamerika exportiert, wo sie in den 1970er Jahren zuerst im großen Stil in den Militärdiktaturen in Chile und Argentinien Anwendung fanden. Französische Militär- und Geheimdienstberater spielten demnach eine wichtige Rolle bei der Ausbildung einiger der an der Operation Condor beteiligten Geheimdienste.

### Atempause des Kalten Krieges in Lateinamerika

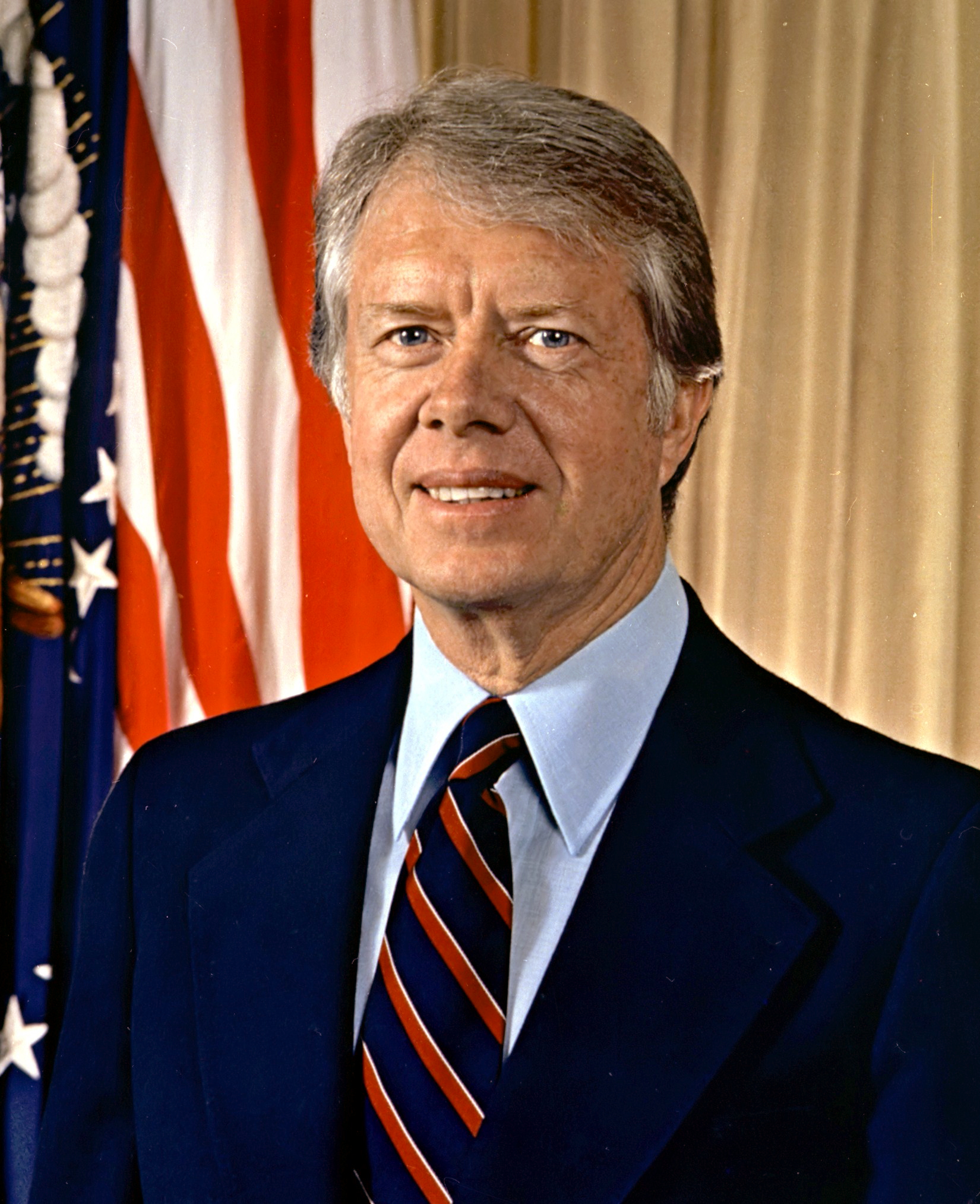
US-Präsident Jimmy Carter setzte nach seiner Wahl 1977 deutliche Signale, um die Missachtung der Menschenrechte durch die Militärdiktaturen zu ahnden. Es kam sogar zur Beteiligung am Sturz von Diktator Somoza in Nicaragua, den die USA lange unterstützt hatten. Der Richtungswechsel war jedoch nicht von Dauer.

Andere Länder, wie Brasilien, distanzierten sich in dieser Zeit von den USA. Noch in den 1960er Jahren galt das starke US-brasilianische Bündnis als gelungenes Beispiel nordamerikanischer Außenpolitik. Nun kündigte das Land das gemeinsame Verteidigungsbündnis auf, verfolgte gegen den Willen der USA gemeinsam mit der Bundesrepublik Deutschland ein Entwicklungsprogramm für Atomenergie und nahm diplomatische Beziehungen zu kommunistischen Ländern auf, z. B. zum ebenfalls portugiesischsprachigem Angola. Das rechte Argentinien entschloss sich 1980, die wirtschaftliche Sanktionierung der Sowjetunion durch die USA wegen ihres Einmarsches in Afghanistan nicht zu unterstützen. Bereits vorher ein großer Wirtschaftspartner, lieferte es ihr den Weizen, den die USA ihr vorenthielten.
In den 1970er Jahren gab es weitere Konflikte zwischen den Supermächten um Kuba. So ging es 1970 um den Bau eines U-Boot-Hafens der Sowjetunion in Kuba, 1978 um die Lieferung von Kampfflugzeugen nach Kuba und 1979 um sowjetische Bodentruppen auf Kuba. Diese Konflikte konnten auf diplomatischen Wegen und unter gegenseitigen Zugeständnissen beseitigt werden. Es entstand ein heterogenes internationales Regelwerk, das Kompetenzen und Hoheitsrechte auf und um Kuba festschrieb.
Nach der Wahl von US-Präsident Jimmy Carter 1977 schwächten die USA kurzzeitig ihre Unterstützung für autoritäre Regime in Lateinamerika ab. Während dieser Zeit wurde der Interamerikanische Gerichtshof für Menschenrechte gegründet, ein Büro der OAS. Mit dessen Hilfe ging Carter offensiv gegen die Menschenrechtsverletzungen der autoritären Regime in Argentinien, Brasilien, Uruguay, Bolivien, Guatemala und El Salvador vor. Gleichzeitig begannen kritische Stimmen in Nordamerika, die Menschenrechtsverletzungen Pinochets zu kritisieren – besonders ab 1976 nach der Ermordung des ehemaligen chilenischen Ministers Orlando Letelier in Washington D.C. Auch beteiligten sich die USA an der Absetzung des nicaraguanischen Diktators Anastasio Somoza Debayle und etablierten gute Beziehungen zur neuen revolutionären Regierung in Nicaragua. 1981 entzog Carter Nicaragua jedoch bereits wieder die Unterstützung, da es sich an einer Waffenlieferung nach El Salvador beteiligt hatte. Zudem handelte die US-Regierung 1977 die Torrijos-Carter-Verträge aus, die vorsahen, den Panamakanal bis 2000 wieder an Panama zurückzugeben.

## 1980er Jahre: Reagan-Doktrin und „verdeckte Operationen“
Die Carter-Regierung hatte am Ende der 1970er Jahre diverse Maßnahmen zur Verringerung der Involvierung der USA in Menschenrechtsverletzungen von Diktaturen in Lateinamerika unternommen. Der Amtsantritt Ronald Reagans 1981 führte jedoch zu einer erneuten Unterstützung rechts-autoritärer Regime. Vor dem Hintergrund der bereits in den 1950er Jahren konzipierten Rollback-Politik und der Domino-Theorie wurde der Antikommunismus erneut ein zentrales Motiv der US-Außenpolitik. Dies drückte sich insbesondere in der so genannten Reagan-Doktrin aus, die eine aktive Bekämpfung linker Regierungen durch geheimdienstliche und militärische verdeckte Operationen (Covert Operations) und auch offene militärische Maßnahmen beinhaltete.

### Counterinsurgency-Ausbildung von Offizieren in der „School of the Americas“
Zudem wurde die Zusammenarbeit mit den Geheimdiensten von rechten Regimen und die Schulung lateinamerikanischer Offiziere in Maßnahmen zur Bekämpfung von Aufständischen (Counterinsurgency) verstärkt. Zu diesem Zweck wurde der unter Präsident Carter zuvor eingeschränkte Betrieb der umstrittenen School of the Americas (SOA) in der Kanalzone Panamas wieder verstärkt, einer vom US-Militär betriebenen Militärschule für lateinamerikanische Offiziere. Diese wird in Lateinamerika von Kritikern als „Putschistenschule“ (Escuela de Golpes) oder auch „Mörderschule“ bezeichnet, da zahlreiche der dort ausgebildeten Offiziere später an schweren Menschenrechtsverletzungen, wie Folter und Verschwindenlassen von politischen Gegnern, sowie an Putschen gegen demokratische Regierungen in ihren Heimatländern beteiligt waren. Mehrfach musste die US-Regierung zugeben, dass der Lehrplan der Schule tatsächlich derartige Praktiken vorsah, und tauschte entsprechende Unterrichtsmaterialien auf öffentlichen Druck in den USA aus.
So wurden 1996 die Ergebnisse einer internen Untersuchung des Verteidigungsministeriums von 1992 veröffentlicht, wonach von der School of the Americas zwischen 1982 und 1991 genutzte Geheimdiensthandbücher Anleitungen zu Folter, Hinrichtungen, Erpressung und andere Zwangsmethoden im Kampf gegen „Aufständische“ enthielten. Das Verteidigungsministerium äußerte damals gleichzeitig, die Unterrichtsmaterialien seien infolge der Untersuchung geändert worden und die Kurse enthielten seitdem verpflichtende „Aufklärung in Menschenrechtsfragen“.

### Konflikte in Zentralamerika

#### Contra-Krieg in Nicaragua
Als Resultat des Amtsantritts von Reagan verbesserten sich auch die unter Carter weitgehend eingefrorenen Beziehungen der USA mit der argentinischen Militärdiktatur. In der Reagan-Regierung hatte sich zudem die faktisch kaum zutreffende Überzeugung durchgesetzt, dass die regierenden linken Sandinisten in Nicaragua Verbündete der Sowjets und der Kubaner seien. 1981 autorisierte Reagan eine Zusammenarbeit mit den gegnerischen Kräften, den Contras. Der argentinische Geheimdienst half Reagan, indem er die Contras für den Kampf gegen die sandinistische Regierung ausbildete und bewaffnete (Operation Charly). Die auch in anderen Zusammenhängen negativ aufgefallene argentinische Geheimdienst-Einheit Batallón de Inteligencia 601 bildete die Contras unter Aufsicht des US-Botschafters John Negroponte in Lepaterique im benachbarten Honduras aus. 1982 zog Argentinien seine Unterstützung zurück, als die USA ihre neutrale Position im Falklandkrieg zugunsten des verfeindeten Großbritanniens aufgaben. Vor allem die CIA organisierte nun die Ausbildung der Umstürzler. Ab 1983 verschärfte sich der Konflikt zum Contra-Krieg, in dem es zu zahlreichen schweren Menschenrechtsverletzungen von Seiten der Contras kam. Der US-Regierung waren die menschenrechtsverletzenden Methoden der Contras gegenüber der Zivilbevölkerung Nicaraguas bekannt, allerdings wurde dies gegenüber der US-Öffentlichkeit anders dargestellt, um die Unterstützung der Contras zu rechtfertigen: Während Ronald Reagan die Contras öffentlich als das „moralische Äquivalent zu den Gründungsvätern [der USA]“ anpries, bezeichnete er sie im privaten Kreis als „Vandalen“.
Der Krieg der USA in Nicaragua führte 1986 zur Behandlung des Falles durch den Internationalen Gerichtshof. Dieser bestätigte, dass die USA mit ihrem Handeln internationales Recht brachen. Sie wurden für ihre direkte und indirekte militärische Teilnahme am Contra-Krieg zur Beendigung der ungesetzlichen Anwendung von Gewalt gegen Nicaragua und zur Zahlung von Reparationen verurteilt. Die USA erkannten das Urteil allerdings nicht an. Im selben Jahr wurde die Iran-Contra-Affäre über die illegale Finanzierung der US-Hilfen für die Contras zum innenpolitischen Skandal und brachte die Reagan-Regierung in starke Bedrängnis. Die USA konnten nun nicht mehr auf die Unterstützung europäischer Verbündeter hoffen. So leisteten die sozialdemokratische Regierung in der Bundesrepublik Deutschland (bis 1982) oder die Sozialistische Internationale unter der Führung Willy Brandts der FSLN der Sandinisten Hilfe.

#### El Salvador und Guatemala: Todesschwadronen als Mittel der Politik

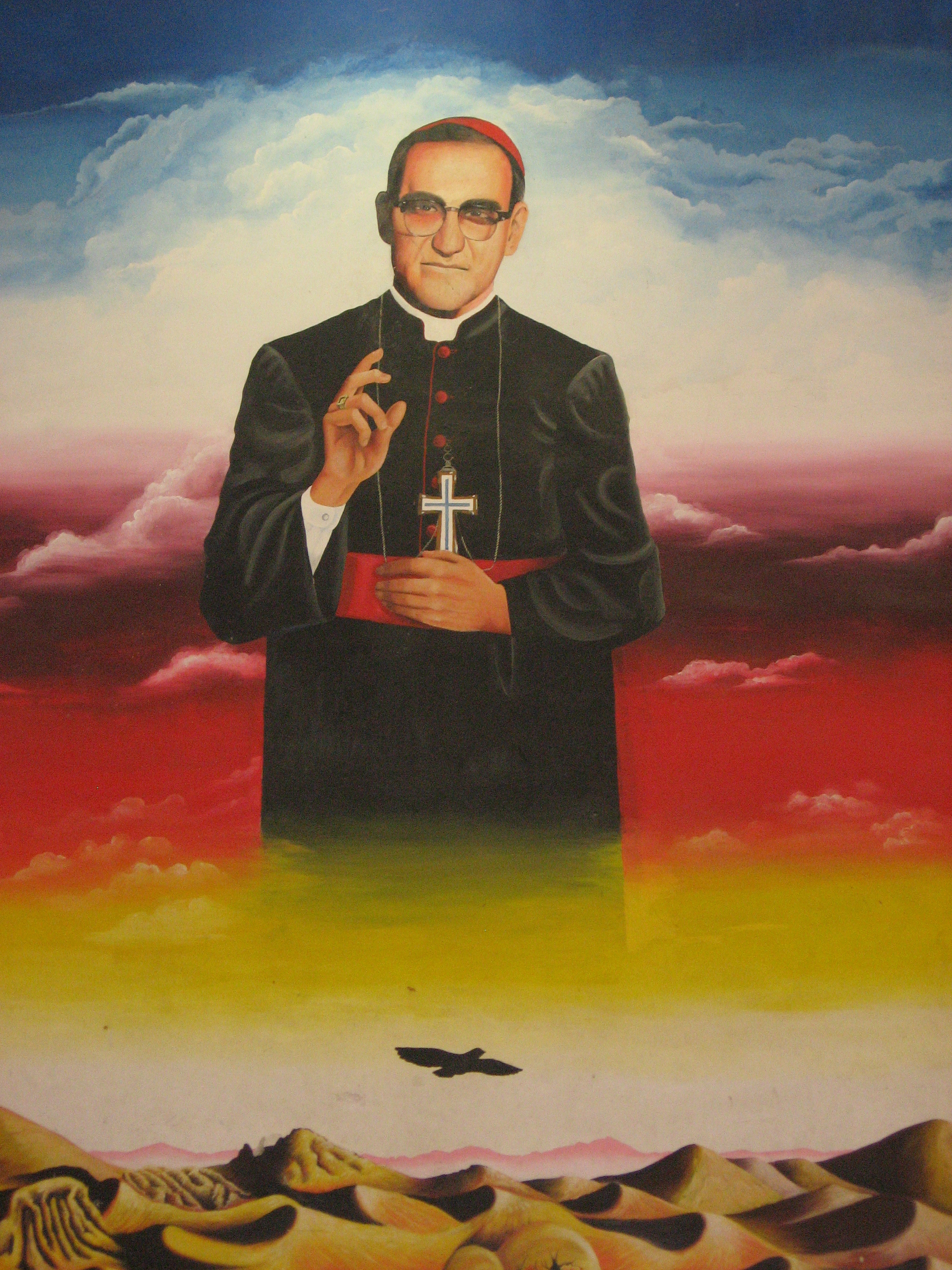
Wandgemälde von Erzbischof Óscar Romero in San Salvador. Die Ermordung des sozial engagierten Befreiungstheologen durch das Militär 1980 trug zur Eskalation des Konflikts bei.

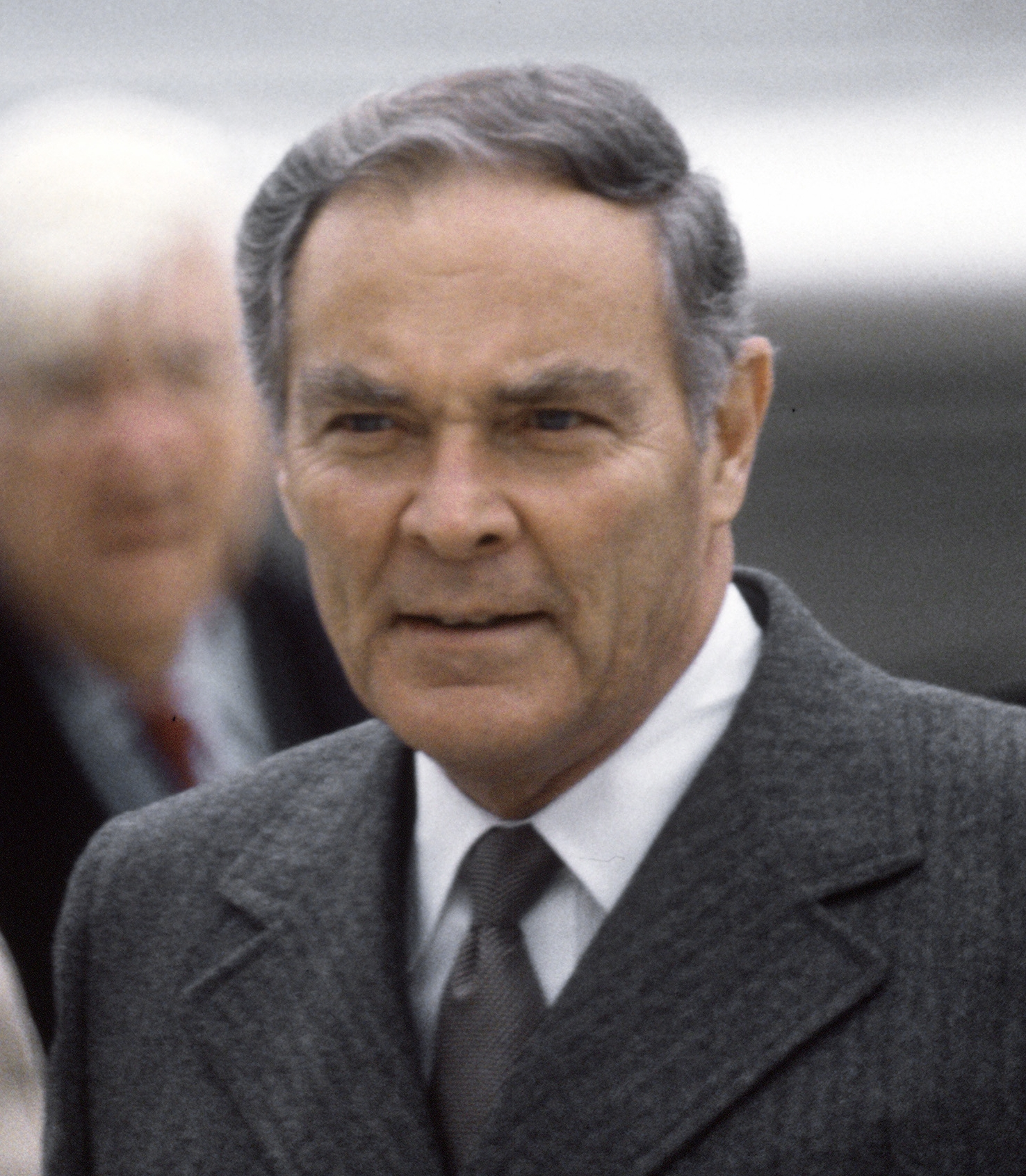
Reagans Außenminister Alexander Haig erklärte Mittelamerika 1981 zum „Testfeld des Kalten Krieges“. Binnen weniger Jahre danach brachte die US-gestützte Diktatur in El Salvador mittels so genannter Todesschwadronen etwa 40.000 Oppositionelle um, rund 0,8 Prozent der Bevölkerung.

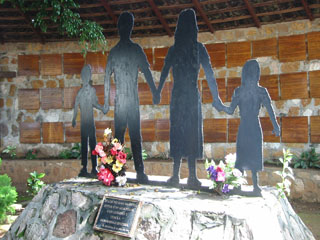
Gedenkstätte für die 900 zivilen Opfer des Massakers von El Mozote, begangen durch eine von Elitesoldaten (Special Forces) der US-Armee aufgebaute und trainierte salvadorianische Spezialeinheit.

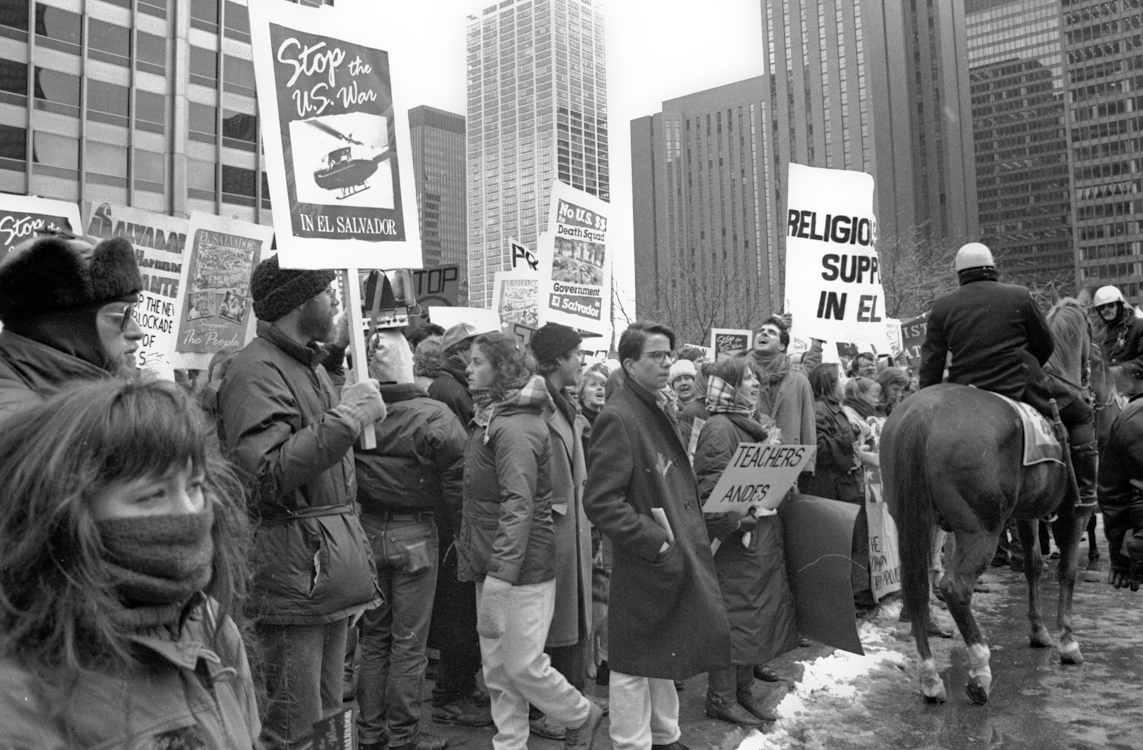
Protest gegen die Unterstützung der salvadorianischen Regierung durch die USA, Chicago 1989.

Die USA unterstützten zudem autoritäre Regime in Guatemala, Grenada und El Salvador. Mangels internationaler und heimischer Unterstützung für eine aggressive, interventionistische Politik in Mittelamerika, und um das eigene Eingreifen zu rechtfertigen, erklärte die Reagan-Regierung die innenpolitischen Konflikte in Mittelamerika zu einer Angelegenheit des Kalten Krieges. In der Folge versuchte sie weitgehend erfolglos, jedoch mit großem Aufwand und propagandistischen Methoden, die Aufstände in El Salvador und Guatemala als Ergebnis kubanischer oder sowjetischer Einmischungen darzustellen. So wurde die Unterstützung des Diktators Efraín Ríos Montt im Guatemaltekischen Bürgerkrieg und die Allianz mit Präsident José Napoleón Duarte während des Bürgerkriegs in El Salvador durch die Reagan-Regierung als Teil des Kalten Kriegs legitimiert, obwohl andere Alliierte dieses Vorgehen stark kritisierten (z. B. im 110 Vorschläge genannten Wahlprogramm der französischen Parti socialiste von 1981).
Reagan nannte Rios Montt, Präsident und Diktator Guatemalas von 1982 bis 1983, einen Mann „großer persönlicher Integrität und Einsatzbereitschaft, der der Herausforderung einer brutalen, vom Ausland unterstützten Guerilla“ gegenüberstehe. Montt wurde im Mai 2013 wegen Völkermord und Verbrechen gegen die Menschlichkeit zu 80 Jahren Gefängnis verurteilt. Er gilt damit als der erste Politiker, der wegen eines Völkermords im eigenen Land von einem einheimischen Gericht verurteilt wurde. Während Montts Regierungszeit führte das Militär eine umfangreiche Kampagne gegen die zu den Maya zählenden Ixil-Ureinwohner durch, weil diese im Verdacht standen, die marxistische Guerilla zu unterstützen. Dabei wurden etwa 400 Dörfer zerstört, über 1.100 Bewohner wurden umgebracht und über 1.400 Frauen vergewaltigt. Schwangeren Frauen wurden von Soldaten die Bäuche aufgeschnitten und die Föten zerstückelt. Im Prozess gegen Mont 2013 wurde festgestellt, dass seine Regierung „Hunger, Massenmord, Vertreibung, Vergewaltigung, und Bombardierungen aus der Luft als Taktik zur Zerstörung der Ixil“ angewendet habe. Der Mord an Säuglingen und schwangeren Frauen sei laut dem Gericht darauf angelegt gewesen, die Ixil zu zerstören, und die sexuelle Gewalt als Mittel zur Zerstörung des sozialen Zusammenhalts eingesetzt worden.

##### Politisch motivierter Massenmord in El Salvador
Mit der Subventionierung der salvadorianischen rechten Militärdiktatur benannte US-Außenminister Alexander Haig das Land 1981 zum „Testfeld des Kalten Kriegs“. Dabei nahm die Reagan-Regierung die salvadorianische Regierungsstrategie der systematischen Ermordung von etwa vierzigtausend Oppositionellen durch Todesschwadronen bewusst in Kauf, um eine Machtübernahme durch linke Gruppen zu verhindern. Die auf den – von der US-Regierung offiziell bestrittenen – Massenmord an den Oppositionellen folgende relative innenpolitische Ruhe in El Salvador erklärte die Reagan-Regierung der US-amerikanischen Öffentlichkeit damit, dass die erfolgreich durchgeführte Landreform der dortigen Regierung zu einer allgemeinen Befriedung geführt habe. Die krassen Menschenrechtsverletzungen der US-gestützten Regime in Mittelamerika führten schnell zu erheblicher Opposition innerhalb der USA, vor allem aus Kreisen der katholischen und anderer Kirchen, die massiv, aber letztendlich weitgehend erfolglos gegen diese Außenpolitik opponierten. Sie setzten sich teilweise auch für der Befreiungstheologie nahestehende Priester und Kirchenfunktionäre in Mittelamerika ein, was aber deren Gefährdung durch die Militärs kaum verminderte. Das kirchliche politische Engagement wurde als das stärkste seit dem Widerstand gegen den Vietnamkrieg bezeichnet. Es wurde besonders durch Gräueltaten salvadorianischer Militärs wie die Ermordung von Erzbischof Óscar Romero 1980, das Massaker von El Mozote 1981, die Ermordung von sechs Jesuitenpatern 1989 und die Vergewaltigung und Ermordung dreier US-amerikanischer Nonnen verstärkt.
Aus innenpolitischen Erwägungen, das heißt um den erheblichen Protest etwa von Seiten der Kirchen gegen diese Außenpolitik einzudämmen, sprach die US-Regierung offiziell von „Fortschritten“ im Bereich der Menschenrechte in El Salvador und auch in Guatemala. Die dortigen Herrscher änderten jedoch tatsächlich nichts an ihrer Vorgehensweise – dies wird auch darauf zurückgeführt, dass etwa die Militärs in El Salvador wussten, dass die USA einen drohenden „Verlust“ des Landes an die linke Befreiungsbewegung FMLN in jedem Fall verhindern wollten. Der US-Regierung war dabei intern durchaus klar, mit wem sie es zu tun hatte, so nannte ein Vize-Verteidigungsminister Reagans das salvadorianische Militär inoffiziell „einen Haufen mörderischer Gangster“ (orig.: a bunch of murderous thugs). Die US-Regierung war auch bestrebt, Nachrichten über die Gräueltaten und Massaker der unterstützten Militärs aus den US-Medien zu halten. So wurde laut New York Times versucht, das von der salvadorianischen, US-trainierten Antiguerilla-Spezialeinheit Batallón Atlácatl verübte Massaker von El Mozote an 900 Zivilisten zu vertuschen („cover up“), und Außenminister Alexander Haig berichtete dem US-Kongress eine stark beschönigte, laut New York Times frei erfundene Version der Vergewaltigung und Ermordung dreier US-amerikanischer Nonnen durch salvadorianische Soldaten, was er Jahre später vehement bestritt.

##### Das Bataillon Atlacatl
An einigen dieser Kriegsverbrechen war die salvadorianische Antiguerilla-Spezialeinheit Bataillon Atlacatl maßgeblich beteiligt. Sie war an der US-amerikanischen Militärakademie School of the Americas gebildet worden und wurde während des Konflikts von amerikanischen Special Forces trainiert. So hatte sie noch unmittelbar vor der nächtlichen Ermordung der sechs Jesuitenpater ein Spezialtraining für den Nachtkampf erhalten und verwendete bei der Mordaktion die Nachtsichtgeräte ihrer US-Ausbilder, angeblich ohne deren Wissen.

#### Versuche interner Konfliktbewältigung
In den frühen 1980er Jahren fanden sich einige unbeteiligte lateinamerikanische Länder als Contadora-Gruppe zusammen, um die Konflikte in Zentralamerika beizulegen. Zwischen 1983 und 1986 arbeitete die Gruppe mit Unterstützung Kanadas und vieler europäischer Länder zunächst erfolglos an einer Befriedung der Kriege. In Nicaragua beendeten die USA Ende der 1980er Jahre stufenweise ihren Einsatz. Der Contra-Krieg endete 1990, nachdem in vorgezogenen Wahlen die zersplitterte Opposition, ein Bündnis von bürgerlichen bis Contra-freundlichen Parteien, deren Wahlkampf von den USA organisiert und finanziert worden war, vor allem aufgrund der Kriegsmüdigkeit der Bevölkerung gesiegt hatte. Die Kriege in Zentralamerika forderten etwa 200.000 Todesopfer und Millionen Vertriebene.

#### Drogenhandel und „Krieg gegen Drogen“
Washington verfolgte seit den 1980er Jahren einen aggressiven Krieg gegen Drogen (War on Drugs), der 1989 in einem Einmarsch der USA in Panama kulminierte. Dort sollte Manuel Noriega gefasst werden, der lange Zeit mit den USA und der CIA zusammengearbeitet hatte. Noriega konnte ergriffen werden und wurde in ein US-Gefängnis gebracht. Die USA hielten Panama noch Monate nach der Invasion unter Besatzung. In den 1990er Jahren wurde der Krieg gegen Drogen durch den Plan Colombia erweitert und dauert bis heute an.
Im scheinbaren Widerspruch dazu hatten etwa die Contra-Rebellen unter den Augen bzw. unter Mithilfe der CIA in den frühen 1980er Jahren mehrere Tonnen Kokain in die USA geschmuggelt, um ihren Contra-Krieg gegen Nicaragua zu finanzieren. Dies wurde mittlerweile durch umfangreiche CIA-interne Untersuchungen und Untersuchungen des US-Kongresses bestätigt. Siehe dazu etwa die Iran-Contra-Affäre sowie die Arbeiten des Historikers Alfred W. McCoy und des investigativen Journalisten und Pulitzer-Preis-Trägers Gary Webb.
Der unter Barack Obama amtierende US-Außenminister John Kerry leitete 1986 einen Untersuchungsausschuss, dessen Ergebnisse er wie folgt zusammenfasste:

„Aus den Beweismitteln geht klar hervor, dass die Contras unterstützende Personen in den Drogenhandel verstrickt waren, dass das Unterstützungsnetzwerk für die Contras von Drogenhändler-Organisationen benutzt wurde, und dass Elemente innerhalb der Contras selbst wissentlich finanzielle und materielle Unterstützung von Drogenhändlern erhielten. In jedem der Fälle besaß die eine oder andere Behörde der US-Regierung Informationen über diese Vorgänge, entweder während sie geschahen oder unmittelbar danach.“

### Die USA im Falklandkrieg

Ronald Reagan und Margaret Thatcher 1981.

Die Unterstützung, die Reagan der britischen Premierministerin Margaret Thatcher im Falklandkrieg von 1982 gegen die argentinische Militärjunta leistete, führte zur Verschlechterung der Beziehungen zwischen Washington und Buenos Aires. US-Außenminister Alexander Haig versuchte zwar zunächst, in dem Konflikt zu vermitteln, die US-Navy half jedoch gleichzeitig dem angegriffenen NATO-Partner Großbritannien heimlich bei der Vorbereitung des Krieges. Argentinien bat im Rahmen des Rio-Beistandpakts um die Hilfe anderer Paktstaaten, etwa der USA. Diese erkannten Argentiniens Anspruch auf die Falklandinseln zwar an, wollten aber keine militärische oder politische Hilfe leisten. Am 3. April forderte der UN-Sicherheitsrat in der Resolution 502 einen vollständigen Truppenabzug. Am 30. April 1982 brachen die USA ihre Neutralität und verfügten moderate Sanktionen gegen Argentinien, nachdem EU-Staaten, darunter Deutschland und Österreich sowie auch die Schweiz ihre Sanktionen schon Mitte April verhängt hatten. Infolge der militärischen Niederlage stürzte die Militärjunta, und Argentinien wurde wieder demokratisch.
Viele lateinamerikanische Staaten sahen in der Position der USA im Falklandkrieg auf Seiten Europas trotz der Versprechen des Rio-Pakts ein klares Beispiel dafür, wie die so genannten hemispheric relations funktionierten. Die interamerikanischen Beziehungen verschlechterten sich. Einige Beobachter gehen davon aus, dass der Rio-Pakt damit ungültig wurde.
Die kriegerischen Eingriffe der USA bei den Konflikten in Zentralamerika in den 1980er Jahren ließen die Legitimation des interamerikanischen Systems schwinden, weil die US-Politik die Regeln der Organisation Amerikanischer Staaten und des Rio-Pakts, also der interamerikanischen Sicherheitsabkommen, gebrochen hatte.
Nach diesem von den USA ausgehenden erneuten Aufflammen des Kalten Krieges zwischen 1979 und 1985 entspannte sich die weltweite Situation durch den Amtsantritt Michail Gorbatschows und seine demokratisch inspirierten Reformen (Glasnost und Perestroika) in der Sowjetunion. In Südamerika begaben sich mehrere Staaten in einen Demokratisierungsprozess. Symbolisch dafür ist die 1991 von der OAS beschlossene Resolution 1080, nach der der Generalsekretär innerhalb von zehn Tagen den Permanent Council (Gemeinsamer Rat) einberufen muss, wenn in einem der Mitgliedsstaaten ein Staatsstreich stattgefunden hat.

### Lateinamerikanische Schuldenkrise
In wirtschaftlicher Hinsicht förderte die Unfähigkeit Mexikos (das kaum zehn Jahre zuvor von der Ölkrise schwer getroffen worden war) seine Schulden zu begleichen, ab 1982 ein Problem zutage, das bereits in den 1970er Jahren entstanden war: die Lateinamerikanische Schuldenkrise. Im August 1982 verkündete Finanzminister Jesús Silva Herzog schwere Zahlungsprobleme und bat die internationale Gemeinschaft um Hilfe. Mexikos Wirtschaft konnte gerettet werden, aber der gesamte Kontinent erlitt in den nächsten zehn Jahren eine Rezession. Besonders problematisch waren die hohen Auslandsschulden der Länder. Mexiko, Argentinien und Brasilien hatten einen großen Anteil ihres Geldes von US-Banken geliehen. Die USA wurden daher gemeinsam mit dem Internationalen Währungsfonds zu den Hauptkoordinatoren der Umschuldungen.
Die bis dahin von den meisten Ländern verfolgte importsubstituierende Industrialisierung wurde infolge von einer exportorientierten Industrialisierung abgelöst, die vom Internationalen Währungsfonds, der Weltbank und der Welthandelsorganisation angeregt wurde. Viele Militärregime mussten aufgrund der Schuldenkrise ihre Macht abgeben. Die während der Krisenbekämpfung enge Verbindung zwischen Mexiko und den USA führte in den frühen 90er Jahren zu einem Einschluss Mexikos in Pläne zur Bildung des Nordamerikanischen Freihandelsabkommens. In Südamerika bildete sich im März 1991 infolge der Krise der Mercosur, einer Freihandelszone, die durch freien Warenverkehr die Wirtschaft fördern und weitere Krisen verhindern sollte.

## 1990er Jahre: Neoliberalismus

### Regionalismus in Lateinamerika
Während die Auswirkungen der Globalisierung auf der ganzen Welt zu spüren waren, prägte die interamerikanischen Beziehungen in den 1990er Jahren vor allem der Washington Consensus, der eine Reihe von neoliberalen Wirtschaftsreformen in Lateinamerika einleitete. Demokratisierungen und die Etablierung neoliberaler Wirtschaftsmodelle gingen in fast ganz Lateinamerika Hand in Hand. Das durch die Schuldenkrise ausgelöste verlorene Jahrzehnt Lateinamerikas wurde in den 90er Jahren durch das Konzept der integración abierta oder des regionalismo abierto abgelöst, das die wirtschaftliche Integration Lateinamerikas nach innen und nach außen (z. B. nach Europa) förderte. Vor allem aber orientierte man sich in Lateinamerika nun auf die Schaffung eigener Kooperationszonen, eines eigenen Regionalismus.

### Interamerikanische Kooperation der USA
Die Enterprise-for-the-Americas-Initiative der ersten Bush-Regierung im Jahr 1991 ist ein Vorstoß der USA, bei dem es erstmals nicht um sicherheitspolitische Erwägungen zu gehen schien, sondern um eine wirtschaftliche Zusammenarbeit. Mit dem Ende des Kalten Krieges und der dadurch entstandenen Diversität stand der US-Markt vor neuen Herausforderungen: Energieabhängigkeit, die Abhängigkeit vom globalisierten Markt, die wachsende Marktmacht anderer Handelsländer (z. B. asiatischer Rivalen) durch regionale Märkte (Freihandelszonen) und die Herausbildung grüner Technologien und deren Märkte. Die außenpolitischen Interessen der USA hatten sich gewandelt: Nun standen ökonomische Ziele im Vordergrund; gesellschaftliche (z. B. Drogenhandel) und ökologische Probleme (z. B. Testfeld für umweltpolitische Strategien) in zweiter Reihe und die ideologische Verbreitung von Demokratie und Liberalismus ist zu einem Nebeninteresse herabgesunken.
Auf dem ersten Amerika-Gipfel, der 1994 in Miami abgehalten wurde, wurde die Schaffung einer Amerikanischen Freihandelszone (ALCA) bis 2005 beschlossen. Die ALCA sollte die Ausweitung des Nordamerikanischen Freihandelsabkommens (NAFTA) bewirken, das ebenfalls am 1. Januar 1994 zwischen Kanada, den USA und Mexiko in Kraft trat. Die Integration der USA in die NAFTA war vielversprechender für die USA als weitere Handelsabkommen mit Westeuropa oder Japan. Dieser Prozess rief aber auch eine wachsende Interdependenz beider Zonen hervor, der durch die beginnende Latinisierung der USA (durch Migration, Bilingualismus), durch Drogenhandel und den Zusammenhang der Stabilität des US-Bankensystems mit der Zahlungsfähigkeit Lateinamerikas gestützt wurde. Zeitgenössische Beobachter sprachen auch von einer „Chaosmacht“ Lateinamerikas über die USA.

### Antiliberalismus
Eine erste Opposition gegen NAFTA und ALCA artikulierte die mexikanische EZLN, angeführt vom EZLN-Sprecher Subcomandante Marcos. Die Gruppe wurde gleichzeitig mit der NAFTA-Gründung aktiv und erklärte sich zur Gegnerin der ideologischen Verherrlichung von Globalisierung und Neoliberalismus, die sie in der NAFTA sah.

## 2000er Jahre: Demokratischer Sozialismus

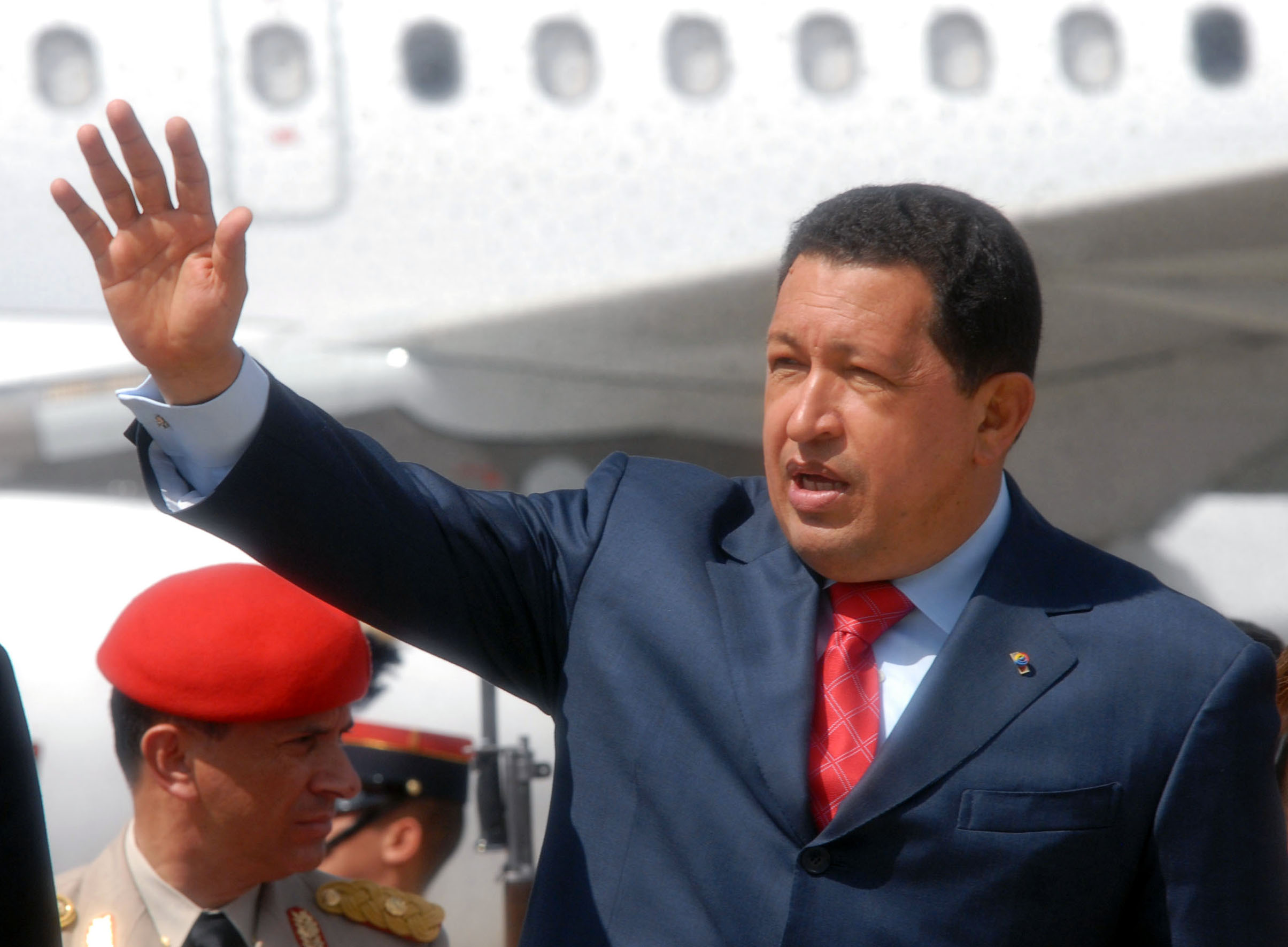
Die Wahl von Hugo Chávez zum Präsidenten Venezuelas 1998 leitete einen Linksruck in Lateinamerika ein.

Die politischen Rahmenbedingungen änderten sich ein weiteres Mal mit den Wahlsiegen sozialistischer Parteien in verschiedenen Ländern Südamerikas. Der „Linksruck“ Lateinamerikas vollzog sich durch die Wahlsiege sozialistischer Politiker bei den Präsidentschaftswahlen: Hugo Chávez in Venezuela (1998), Lula da Silva in Brasilien (2002), Néstor Kirchner in Argentinien (2003), Tabaré Vázquez in Uruguay (2004), Evo Morales in Bolivien (2005) (2009 mit 64 Prozent der Stimmen wiedergewählt), Michelle Bachelet in Chile (2006), Daniel Ortega in Nicaragua (2006), Rafael Correa in Ecuador (2007), Fernando Lugo in Paraguay (2008) und José Mujica in Uruguay (2009). Obwohl diese politischen Führer in ihren Haltungen gegenüber USA und Neoliberalismus variieren und die von ihnen regierten Staaten verschiedene Entwicklungstendenzen aufweisen, die bisweilen sogar zu Rivalitäten und gegenseitige Geringschätzung führen, so stimmen sie sowohl in ihrer Ablehnung der Amerikanischen Freihandelszone überein als auch in dem Bestreben nach regionaler Integration ohne die USA. Während Chávez und Morales eine Zusammenarbeit auf dem linken Spektrum anzustreben scheinen, gelten Kirchner und Lula, der von der brasilianischen Linken (z. B. von der Bewegung der Landarbeiter ohne Boden) kritisiert wurde, als moderater. Die Bewegung der landlosen Bauern rief indessen bei den Wahlen 2005 dazu auf, für eine zweite Amtszeit Lulas zu votieren. Zwischen Bolivien und Brasilien gab es in dieser Zeit einige Reibung. Chile verfolgte traditionell seine eigene Politik, die sich von anderen südamerikanischen Ländern unterschied und der USA nahestand. Nouriel Roubini, Professor für Wirtschaft an der New York University, erklärte dazu im Mai 2006:

„Einerseits gibt es eine Anzahl von Staaten, die eine moderate Wirtschaftsreform durchführen. Andererseits etabliert sich eine Gegenbewegung zum Washington Consensus (liberale Wirtschaftspolitik, die US-Institutionen in Lateinamerika einzuführen erzwingen wollten, die Privatisierung, Liberalisierung des Handels und Steuerregulierung beinhaltete) und populistische Führer erlangen die Macht.“

Dazu passt, dass sich der geopolitische Kontext seit den 1970er Jahren kaum verändert hat, obwohl Führer wie Chávez die Bush-Administration in den 2000er Jahren stark verbal attackiert haben (ebenso wie letzterer ihn) und Chávez proklamiert, eine sozialdemokratische Bolivarische Revolution anzuführen. Larry Birns, Direktor des Council on Hemispheric Affairs sagte dazu:

„La Paz befindet sich in wirtschaftlicher und politischer Verbindung zum Linksruck in Caracas, ist aber wirtschaftlich an Brasilien und Buenos Aires gebunden. Morales wusste, dass er weder seine Kampagnen-Versprechen gegenüber seiner Wählerschaft aufgeben noch Bolivien der dringend benötigten finanziellen Einkünfte aus diesen Verbindungen berauben konnte.“

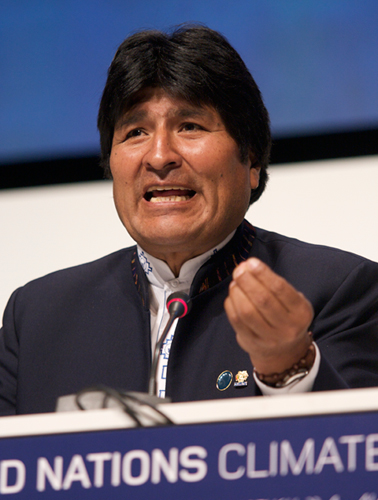
Boliviens Präsident Evo Morales leitete ab 2006 eine Welle von Verstaatlichungen im Energiesektor ein und gab Fidel Castro als politisches Vorbild an.

Ein Symbol des Rückschlags der USA in der Region war 2005 die Wahl von José Miguel Insulza, Mitglied der Sozialistischen Partei Chiles (PS) und ehemaliger Innenminister des Landes, zum OAS-Generalsekretär. Erstmals wurde der von Washington unterstützte Kandidat Luis Ernesto Derbez, Mitglied der christlich-konservativen PAN-Partei in Mexiko und früherer Außenminister des Landes von einer Mehrheit der Mitgliedsstaaten abgelehnt. Er wurde lediglich von den USA, Kanada, Mexiko, Belize, St. Vincent und die Grenadinen, Bolivien (unter Präsident Carlos Mesa), Costa Rica, El Salvador, Honduras und Nicaragua unterstützt, während Insulza von allen Ländern des Südkegels, Brasilien, Ecuador, Venezuela und der Dominikanischen Republik unterstützt wurde. José Insulza wurde im dritten Wahlgang gewählt und nahm sein Amt am 26. Mai 2005 auf.
Nach den Terroranschlägen vom 11. September 2001 in New York und Washington versuchten die Vereinigten Staaten, den Rio-Pakt von 1947 zu reaktivieren, und forderten die damaligen Verbündeten auf, in den von der Bush-Regierung propagierten Krieg gegen den Terror einzusteigen. Dieser Plan misslang. Zudem erklärte Mexiko mit Bezug auf die Rolle der USA im Falklandkrieg seinen offiziellen Austritt aus dem Vertrag.
Während der 2013 durch den Whistleblower Edward Snowden ausgelösten Überwachungs- und Spionageaffäre kam es zu erheblichen diplomatischen Spannungen zwischen den USA und Lateinamerika.
Es wurde bekannt, dass vor allem Brasilien im Visier der amerikanischen Geheimdienste ist. So wurde beispielsweise die Kommunikation der brasilianischen Präsidentin Dilma Rousseff abgehört. Als dann der bolivianische Präsident Evo Morales mit der Präsidentenmaschine zwischenlanden musste, da ihm von mehreren europäischen Ländern auf Druck der USA hin die Überflugrechte verweigert wurden, weil der Edward Snowden an Bord vermutet wurde, reagierten Länder wie Argentinien, Ecuador, Venezuela, Nicaragua und Bolivien empört. Morales drohte mit der Schließung der US-amerikanischen Botschaft. Nachdem Snowden in Ecuador politisches Asyl beantragte, drohte die USA mit der Auflösung eines Handelsvertrages, der Ecuador Zollvergünstigung bringt. Ecuador kündigt den Vertrag seinerseits und stellte klar, dass es keine Erpressung duldet. Als Reaktion auf die erzwungene Notlandung und den Druck der USA boten Venezuela, Nicaragua und Bolivien Edward Snowden Asyl an.

### Freihandel und regionale Integration
Die Idee einer Gesamt-Amerikanischen Freihandelszone wurde zwar 2005 auf dem 4. Amerika-Gipfel in Mar del Plata unter starkem Protest gegen US-Präsident George W. Bush, der auch Demonstrationen der Piqueteros umfasste, verworfen. Doch Freihandelsabkommen an sich wurden nicht verworfen. Auf regionaler Ebene ging die wirtschaftliche Integration weiter: Unter der Bush-Regentschaft unterzeichneten die USA, die bereits über zwei Freihandelsabkommen mit Lateinamerika verfügten, acht weitere Verträge (darunter das US-Chilenische Freihandelsabkommen von 2004 und das Freihandelsabkommen Kolumbien – USA von 2006). Drei andere, darunter das US-Peruanische Freihandelsabkommen (2006 unterzeichnet) wurden bisher nicht vom US-Kongress ratifiziert.
Die Erklärung von Cuzco, die einige Wochen vor dem dritten Südamerika-Gipfel (2004) unterzeichnet wurde, kündigte die Gründung der Union Südamerikanischer Nationen (Unasul/Unasur) an, die Mercosurstaaten und Andengemeinschaft vereinigen sollte. Ihr Ziel ist es, bis 2014 alle Zölle für unempfindliche Waren und bis 2019 für den gesamten Warenverkehr abzubauen.
Zudem wurde das Freihandelsabkommen zwischen der Dominikanischen Republik und Zentralamerika (DR-CAFTA) von allen betroffenen Staaten außer Costa Rica ratifiziert. Der 2006 ins Amt gewählte Präsident dieses Landes, Óscar Arias, Mitglied der Partido Liberación Nacional, hat jedoch seine Zustimmung zu diesem Abkommen ausgedrückt. Kanada, das bereits vorher einen Freihandelsvertrag mit Costa Rica hatte, stimmte nun mit Zentralamerika über ein solches Abkommen überein (Canada – Central American Free Trade Agreement). Chile, das lange eine Politik verfolgt hatte, die sich von der seiner Nachbarn abhob, unterzeichnete gemeinsam mit Brunei, Neuseeland und Singapur die Transpazifische strategische wirtschaftliche Partnerschaft. Das Regime trat im Mai 2006 in Kraft. Alle Unterzeichnerstaaten sind auch APEC-Staaten.

### Investitionsschutzabkommen
Neben binationalen Freihandelsabkommen schlossen die USA eine Reihe von Investitionsschutzabkommen (BIT) mit lateinamerikanischen Ländern ab, die günstige Bedingungen für Direktinvestitionen schufen. Diese Verträge beinhalten „faire und angemessene Behandlung“, Schutz vor Enteignung, freien Warenverkehr und vollständigen Schutz und Sicherheit. Kritiker bemängeln daran, dass die USA Tempo, Inhalt und Ausrichtung bilateraler Verhandlungen stärker kontrollieren kann als in größeren Verhandlungszusammenhängen.
Im Falle einer Auseinandersetzung zwischen einem multinationalen Unternehmen und einem Staat über eine Investition in einem lateinamerikanischen Land kann das Unternehmen ein Gerichtsverfahren vor dem Internationalen Zentrum zur Beilegung von Investitionsstreitigkeiten (ICSID), einem internationalen Gericht, das von der Weltbank abhängig ist, anberaumen. Solch ein Verfahren wurde von dem multinationalen Unternehmen Bechtel, mit Hauptsitz in den USA, als Folge seines Ausschlusses aus Bolivien initiiert, zu dem es durch die Proteste in Cochabama (2000) gekommen war. Die lokale Bevölkerung hatte gegen die Privatisierung des Wasserbetriebs demonstriert, die von der Weltbank nach der Misswirtschaft durch Bechtel gefordert wurde. Danach verlangte Bechtel vom bolivianischen Staat eine Entschädigungszahlung in der Höhe von 50 Millionen US-Dollar. Das Unternehmen ließ die Anklage 2006 fallen, nachdem es zu massiver Kritik und internationalen Protesten gekommen war.
Solche Investitionsschutzabkommen schlossen die USA mit einer ganzen Reihe von Staaten ab: Haiti (Inkrafttreten 1983), Grenada (1989), Panama (1991, erweitert 2001), Argentinien (1994), Trinidad und Tobago (1996), Ecuador (1997), Jamaica (1997), Bolivien (2001), Honduras (2001). Verträge mit El Salvador (1999) und Nicaragua (1995) wurden unterzeichnet, aber nicht ratifiziert.

### Beziehungen zwischen USA und Venezuela
Mit seiner Politik durchkreuzte der venezolanische Präsident Hugo Chávez die Politik der Vereinigten Staaten, die mittels Umwandlung von ganz Lateinamerika in eine Freihandelszone die Dominanz über ihren „Hinterhof“ auf Dauer sichern wollten. Auch seine freundschaftlichen Kontakte zu Fidel Castro, Muammar al-Gaddafi und Saddam Hussein trugen dazu bei, die Gegnerschaft der USA zu erwecken. Beim Putschversuch von Pedro Carmona von 2002 stellten sich die Vereinigten Staaten auf die Seite der Putschisten und erkannten Carmona sofort als Staatschef an, als dieser zwischenzeitlich kurz das Präsidialamt innehatte.
Als Antwort auf die geplante Amerikanische Freihandelszone (ALCA) gründete Chávez 2004 gemeinsam mit Castro die ALBA. Im Rahmen des Beitritts Boliviens unterzeichneten Venezuela, Kuba und Bolivien zudem 2006 den Handelsvertrag der Völker. Venezuela, das reiche Erdgas- und Erdölvorkommen besitzt (OPEC-Staat), etablierte ebenso verbesserte Handelsbeziehungen mit Argentinien, Brasilien und Nicaragua. Chávez initiierte das Petrocaribe-Abkommen, das zwölf der 15 Mitglieder der Karibischen Gemeinschaft 2005 unterzeichneten.
Die staatliche venezolanische Erdölgesellschaft PDVSA versorgt über ihre US-amerikanische Tochterfirma Citgo in Zusammenarbeit mit der US-amerikanischen Sozialorganisation Citizens Energy seit dem Jahr 2005 Bedürftige in den USA in den Wintermonaten mit verbilligtem Heizöl.
Ein weiterer Riss zwischen ALBA und den USA entstand, als die ALBA im Dezember 2008 eine Intervention der Vereinigten Staaten bei den Wahlen in Nicaragua beanstandete. Ihre Nachricht an die nördlichen Nachbarn (veröffentlicht als amtliche Verlautbarung des venezolanischen Außenministeriums) lautete: „Wir weisen die Intervention der USA in die inneren Angelegenheiten Nicaraguas scharf zurück und bekräftigen das exklusive Durchführungsrecht des nicaraguanischen Volkes und seiner Institutionen zu den jüngsten Parlamentswahlen. Präsident Daniel Ortega und die FSLN haben ihre Demokratiefähigkeit in den Wahlkämpfen der 1980er Jahre und in der Akzeptanz des Wahlsiegs ihrer Gegner bereits bewiesen.“

### Militärische Zusammenarbeit im Irakkrieg
Im Juni 2003 schlossen sich etwa 1200 Soldaten und Soldatinnen aus der Dominikanischen Republik, El Salvador, Honduras und Nicaragua mit den 1300 spanischen Militärkräften im Rahmen der US-Initiative der Koalition der Willigen im Irak zur Plus Ultra Brigade zusammen. Die Brigade wurde im April 2004 aufgelöst, nachdem die spanischen Truppen aus dem Irak abgezogen waren. Auch alle lateinamerikanischen Staaten zogen ihre Truppen wieder zurück.
Im September 2005 wurde bekannt, dass Triple Canopy, ein US-amerikanisches Privates Sicherheits- und Militärunternehmen, das auch im Irak arbeitete, in Lepaterique, Honduras, lateinamerikanische Söldner ausbildete. Lepaterique war ein früheres Ausbildungszentrum für die Contras. 105 chilenische Söldner wurden dafür vom Land deportiert. Nach Berichten der honduranischen Zeitung La Tribuna wurden im November 108 Honduraner, 88 Chilenen und 16 Nicaraguaner nach Irak verschifft. Etwa 700 Peruaner, 250 Chilenen und 320 Honduraner arbeiteten in der Grünen Zone Bagdads für Triple Canopy. Ihnen wurde lediglich die Hälfte des Lohns nordamerikanischer Angestellter gezahlt. Die Nachricht erlangte auch Aufsehen in Chile als bekannt wurde, dass Marina Óscar Aspe, ein pensionierter Militär, für Triple Canopy arbeitete. Dieser hatte in seiner Heimat an der Ermordung von Marcelo Barrios Andrade, einem 21-jährigen Mitglied der FPMR, mitgewirkt, das heute auf der Liste der Opfer des Rettig Reports steht. Marina Óscar Aspe dagegen steht auf der Liste der Ethikkommission gegen Folter von 2001. Triple Canopy hat auch eine Tochtergesellschaft in Peru.
Im Juli 2007 reduzierte der salvadorianische Präsident Antonio Saca die Anzahl der stationierten Soldaten im Irak von 380 auf 280. Seit der Stationierung 2003 wurden vier salvadorianische Soldaten getötet. Gleichzeitig waren 200 Projekte, die auf den Wiederaufbau des Irak abzielten, abgeschlossen.

### Verstaatlichung von Bodenschätzen in Bolivien
Die Kämpfe um natürliche Ressourcen und die überstaatliche Verteidigung nationaler Interessen durch die USA haben seit dem Höhepunkt der Unterstützung von lateinamerikanischen Staaten durch die Vereinigten Staaten im 19. Jahrhundert nie aufgehört. Aber der geopolitische Kontext hat sich verändert und die Handlungsmaxime aller Staaten haben sich weiterentwickelt. Das zeigt sich am Beispiel Boliviens. Bolivien ist eines der ärmsten Länder Südamerikas und war in den 1980er- und 90er Jahren stark von Protesten und Aufruhr betroffen – vor allem wegen einer Schocktherapie, die frühere Regierungen dem Land auferlegt hatten, und auch wegen des Ärgers um die coca eradication-Politik der USA. Coca ist eine traditionell kultivierte Pflanze der Quechua und Aymara, die sie für therapeutische (gegen die Höhenkrankheit) und kulturelle Zwecke verwenden.
Der Bolivianische Gaskrieg (2003/04) entzündete sich an den Plänen der Pacific LNG-Vereinigung, Erdgas aus Bolivien, das nach Venezuela das zweitgrößte Erdgasvorkommen Lateinamerikas besitzt, nach Kalifornien zu exportieren. Der Exportweg sollte über den Nachbarstaat Chile führen, mit dem Bolivien seit dem Salpeterkrieg (1879–1884) keine guten Beziehungen führte, da es das Land seines Zugangs zum Pazifischen Ozean beraubt hatte. Infolge wurde auch der Plan zur Erschaffung der ALCA in Bolivien bei Demonstrationen kritisiert, die von der Central Obrera Boliviana und Felipe Quispe Huancas Movimiento Indígena Pachakuti (MIP) angeführt wurden.
Ein Anzeichen des neuen geopolitischen Kontexts seit der Jahrtausendwende zeigt sich in einer Ankündigung Evo Morales', die er im Zusammenhang mit Wahlversprechen gemacht hatte: Die Erdgasreserven des Landes sollten verstaatlicht werden. Er betonte dabei, dass die Verstaatlichungen nicht die Form von Enteignungen oder Konfiskationen annehmen würden; vielleicht, weil er eine gewaltsame Reaktion fürchtete. Die Verstaatlichungen, die nach Vizepräsident Álvaro García Linera die Einkünfte der Regierung aus dem Energiesektor im folgenden Jahr  versechsfachten, führten zur Kritik Brasiliens, dessen Ölgesellschaft Petrobras eine der größten ausländischen Investoren in Bolivien ist. Sie kontrolliert 14 Prozent der Gasreserven des Landes. Brasiliens Energieminister, Silas Rondeau, nannte die Ankündigung von Morales „unfreundlich“. Nach Reuters würden die Maßnahmen Boliviens denen des venezolanischen Präsidenten Hugo Chávez, wahrscheinlich Morales’ größtem Verbündeten, ähneln, der die Verstaatlichung seiner Ölreserven mit erzwungenen Vertragsüberschreibungen und rückwirkenden Steuererhöhungen durchsetzte – Bedingungen, denen große Ölgesellschaften zustimmten.
Die bolivianische Gasgesellschaft YPFB, die vom früheren Präsidenten Gonzalo Sánchez de Lozada privatisiert worden war, bezahlte ausländische Gesellschaften für deren Serviceleistungen. Die Zahlungen entsprachen etwa 50 Prozent des Produktionswerts, obwohl ein Erlass darauf hinwies, dass den Unternehmen, die die zwei größten Gasreserven des Landes nutzten, lediglich 18 Prozent zustanden. Nach anfänglich feindlichen Reaktionen drückte die Repsol YPF ihren Willen aus, mit der bolivianischen Regierung zusammenzuarbeiten und Petrobras zog seinen Aufruf, Investitionen in Bolivien zu unterlassen, zurück. Trotzdem, so Larry Birns, könne die hohe mediale Bekanntheit der Verstaatlichungen das Außenministerium der Vereinigten Staaten dazu veranlassen, einen Vorstoß in der Region zu wagen, sogar mit Unterstützung von CIA oder dem US-Militär; aber es sei wahrscheinlicher, dass es versuchen werde, die Schwachstelle der lateinamerikanischen Verteidigung zu unterwandern: das lateinamerikanische Militär.

### US-Militär im Dreiländereck: Argentinien, Brasilien, Paraguay
Der argentinische Film Sed, Invasión Gota a Gota (deutsch: „Durst, Invasion Tropfen für Tropfen“), Regie führte Mausi Martínez, porträtiert die Streitkräfte der Vereinigten Staaten als sie langsam und kontinuierlich ihre Präsenz in der Triple Frontera (Dreiländereck von Paraguay, Argentinien und Brasilien) erhöhten. Das Hauptziel der steigenden Präsenz von US-Truppen und der gemeinsamen Truppenübungen (vor allem mit Paraguay) ist die Beobachtung und Überwachung der großen arabischen Bevölkerungsgruppe in der Region. Martínez behauptet im Dokumentarfilm allerdings, dass die USA am Süßwasservorkommen des Grundwasserleiters Acuífero Guaraní interessiert seien und befürchtet eine subtile Übernahme der wertvollen Wasserreserven.
Große Besorgnis erregten 2005 die Errichtung einer US-Militärbasis mit Flugplatz (Dr Luís María Argaña International) in der Nähe von Mariscal Estigarribia in Paraguay wegen dessen Nähe zu den Wasserreserven des Dreiländerecks und zu den Ölreserven Boliviens sowie die Unterzeichnung eines Militärausbildungsabkommens der USA mit Paraguay, das auch die Immunität von US-Soldaten vor dem Internationalen Strafgerichtshof (ICC) vorsah und verlängerbar war. US-Präsident George W. Bush besuchte zudem Paraguay und empfing mit Nicanor Duarte Frutos erstmals einen paraguayischen Präsidenten im Weißen Haus. Der Militärflugplatz ist auch für große Flugzeuge wie die B-52 oder Lockheed C-130 ausgelegt, die die paraguayische Luftwaffe gar nicht besitzt. Die Regierungen von Paraguay und den Vereinigten Staaten erklärten angeblich anschließend gar, dass der Flughafen lediglich dem Transport einiger Soldaten dienen sollte. Die argentinische Zeitung Clarín spekulierte, dass die Militärbasis strategischen Zwecken diene. Als Gründe führt sie seine Nähe zum Dreiländereck, zum Acuífero Guaraní und zu Bolivien (weniger als 200 km) auf und das gleichzeitig anwachsende Interesse der USA für den Altiplano in Bolivien, während sie mit dem Finger auf den venezolanischen Präsidenten Hugo Chávez zeigen, den die Bush-Regierung zum Teufel der regionalen Stabilität deklarierte. Im Oktober 2006 verhandelte US-Präsident George W. Bush laut Medienberichten in der Nähe von Mariscal Estigarribia um den Erwerb einer 400 km² großen Ranch.
Paraguay entschied sich im Oktober 2006 jedoch, den Schutz der Immunität von US-Soldaten nicht zu verlängern. Die anderen Mercosur-Mitgliedsstaaten (Argentinien als wichtiger Nicht-NATO-Verbündeter der USA, Brasilien, Uruguay, Paraguay und Venezuela) hatten die Immunitätsgarantie für US-Truppen entschieden zurückgewiesen.

## Anhang: Zeitleiste der Regierungsformen in den Ländern Südamerikas ab 1950
██ Links/Sozialistisch
██ Mitte-links
██ Unabhängig/Liberal/Zentristisch
██ Mitte-rechts/Rechts
██ Diktatur oder Militärregime